# NHL Entry Draft 1993
Der NHL Entry Draft 1993 fand am 26. Juni 1993 im Colisée de Québec in Québec City in der kanadischen Provinz Québec statt. Bei der 31. Auflage des NHL Entry Draft wählten die Teams der National Hockey League (NHL) in elf Runden insgesamt 286 Spieler aus. Als First Overall Draft Pick wurde der kanadische Center Alexandre Daigle von den Ottawa Senators ausgewählt. Auf den Positionen zwei und drei folgten Chris Pronger für die Hartford Whalers und Chris Gratton für die Tampa Bay Lightning. Die Reihenfolge des Drafts ergab sich aus der umgekehrten Abschlusstabelle der abgelaufenen Spielzeit 1992/93, wobei die Playoff-Teams nach den Mannschaften an der Reihe waren, die die Playoffs verpasst hatten. Unterdessen wurden den neu gegründeten Mighty Ducks of Anaheim und Florida Panthers das jeweils vierte und fünfte Wahlrecht einer jeden Runde zugeordnet, bevor beide Teams im Folgejahr in umgekehrter Reihenfolge an eins und zwei wählen durften.
Alexandre Daigle sollte zu einem der schwächsten Gesamtersten in der Geschichte des NHL Entry Draft werden, während kurz nach ihm mit Chris Pronger und Paul Kariya (4.) die beiden bisher in der Hockey Hall of Fame vertretenen Spieler ausgewählt wurden. Anschließend brachte die erste Runde unter anderem Rob Niedermayer, Wiktor Koslow, Jason Arnott, Jocelyn Thibault, Adam Deadmarsh, Saku Koivu und Todd Bertuzzi hervor, während mit Jamie Langenbrunner, Bryan McCabe, Václav Prospal, Miroslav Šatan, Tommy Salo, Patrick Lalime, Todd Marchant, Andrew Brunette, Pavol Demitra und Kimmo Timonen weitere nennenswerte Akteure im Verlauf folgten.

## Draftergebnis

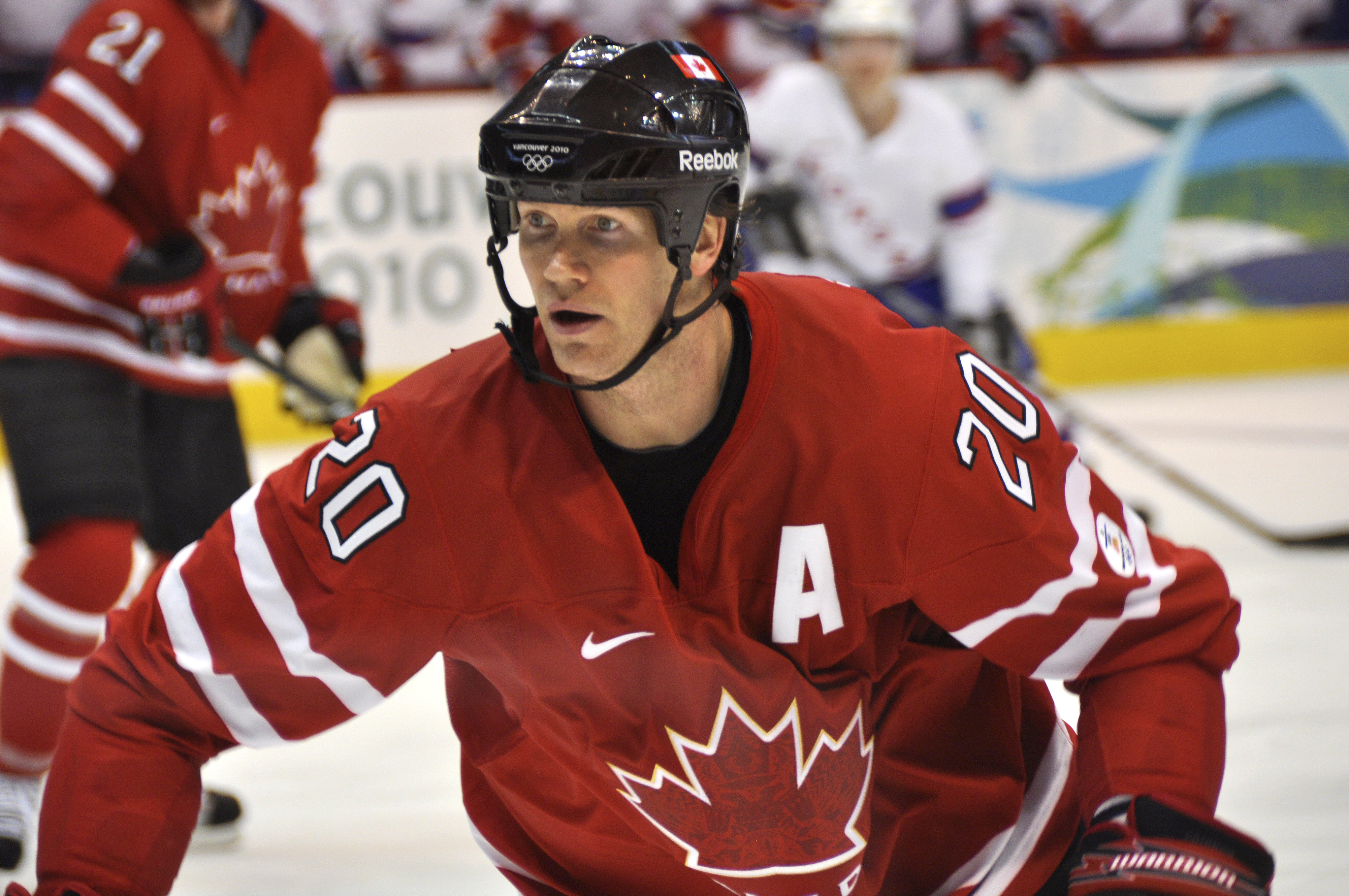
Chris Pronger, gewählt an Position 2

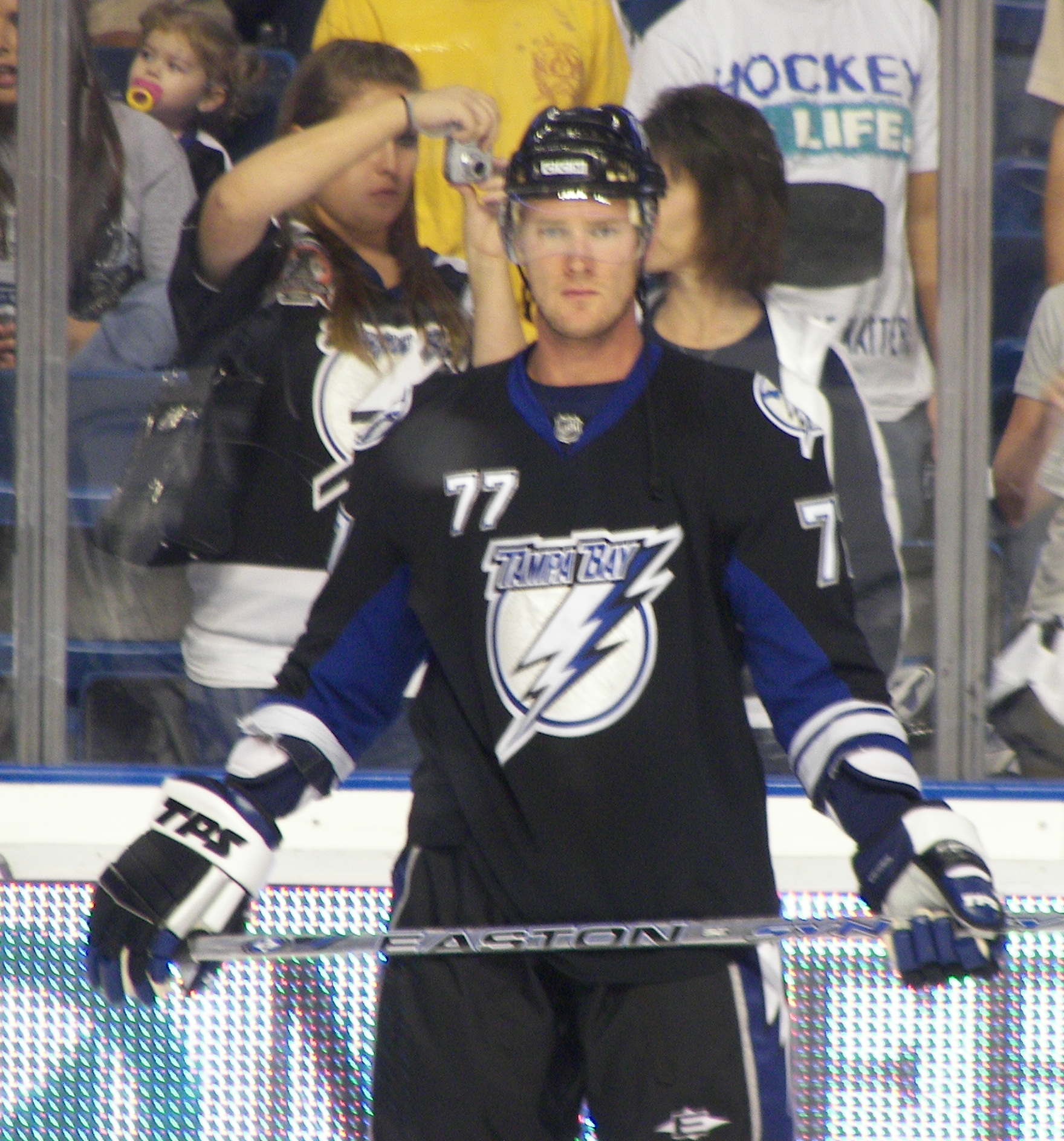
Chris Gratton, gewählt an Position 3

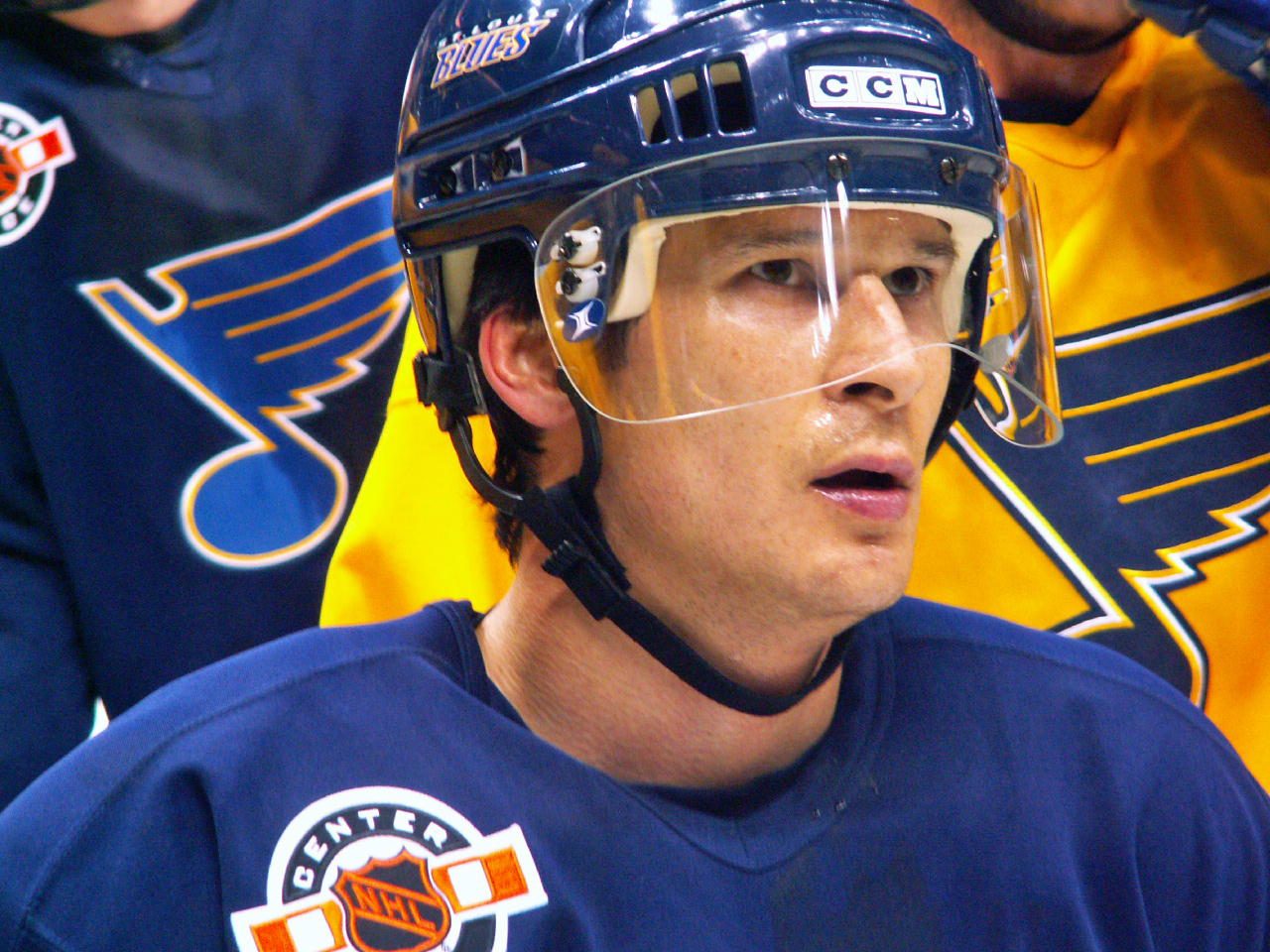
Paul Kariya, gewählt an Position 4

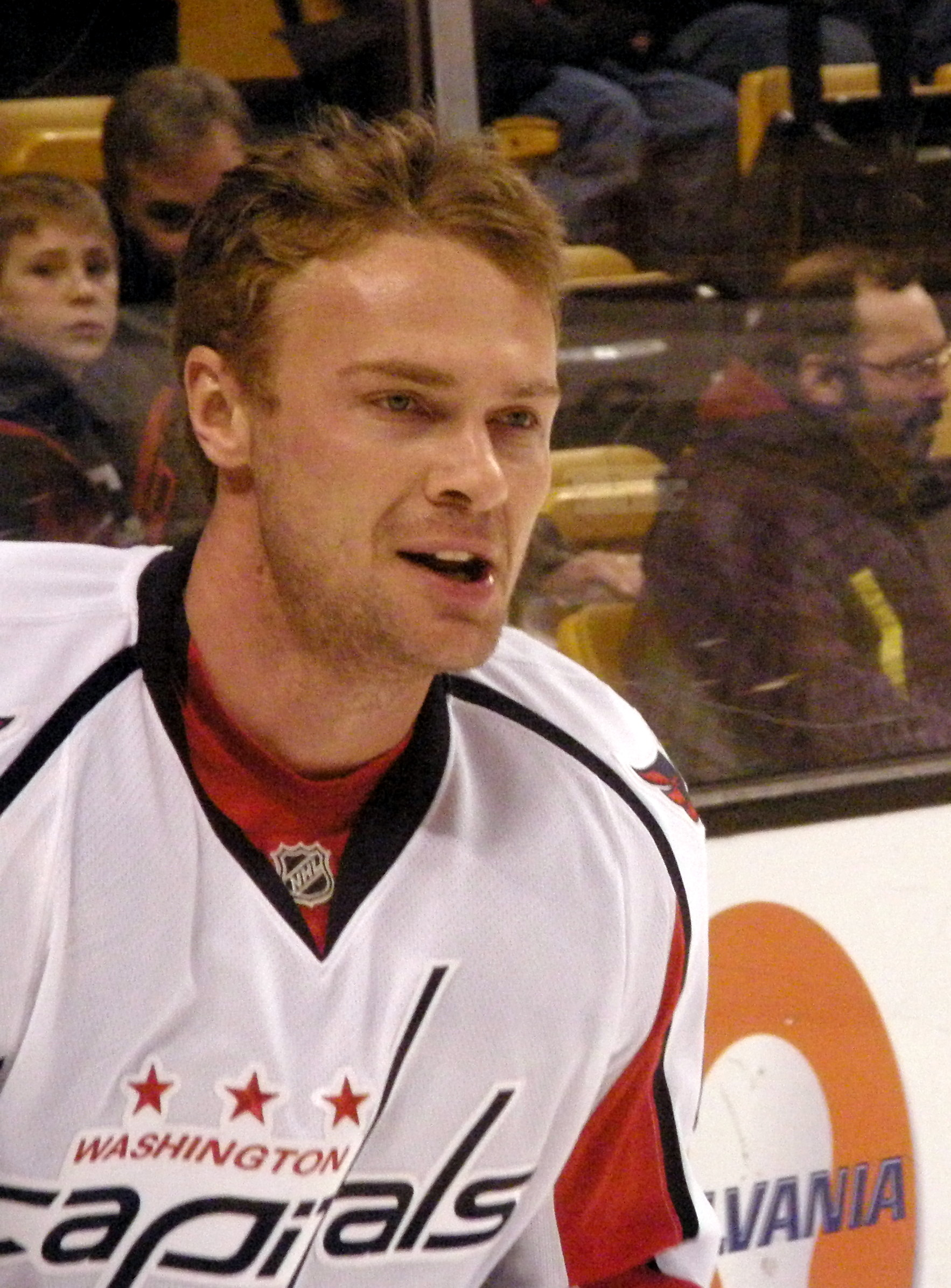
Wiktor Koslow, gewählt an Position 6

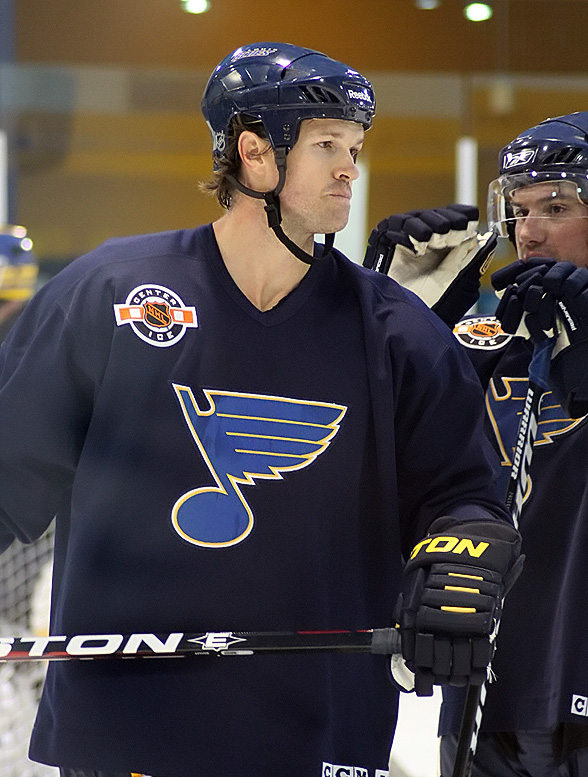
Jason Arnott, gewählt an Position 7

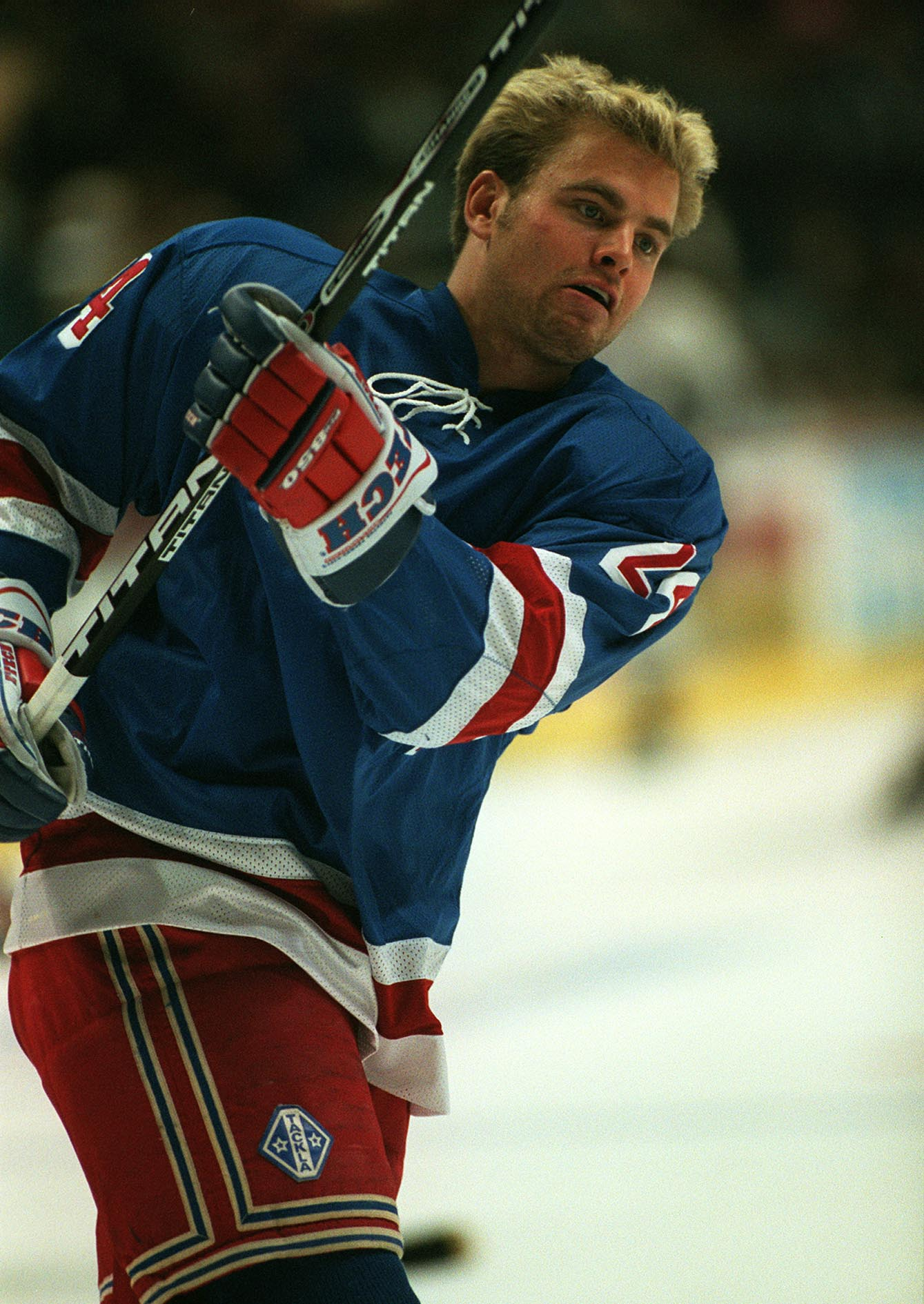
Niklas Sundström, gewählt an Position 8

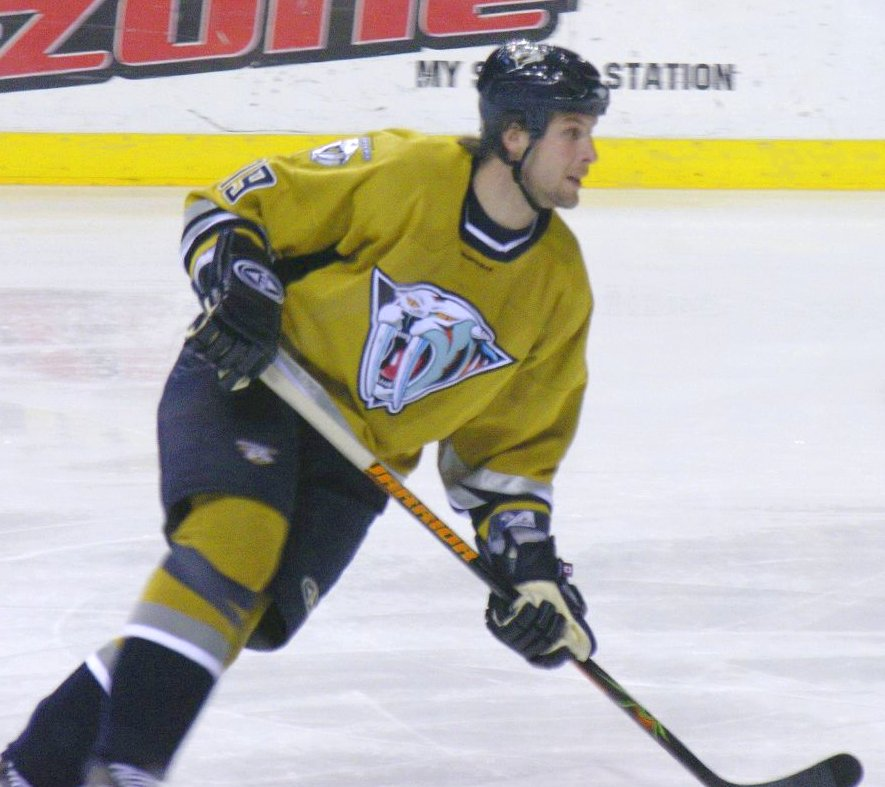
Brendan Witt, gewählt an Position 11

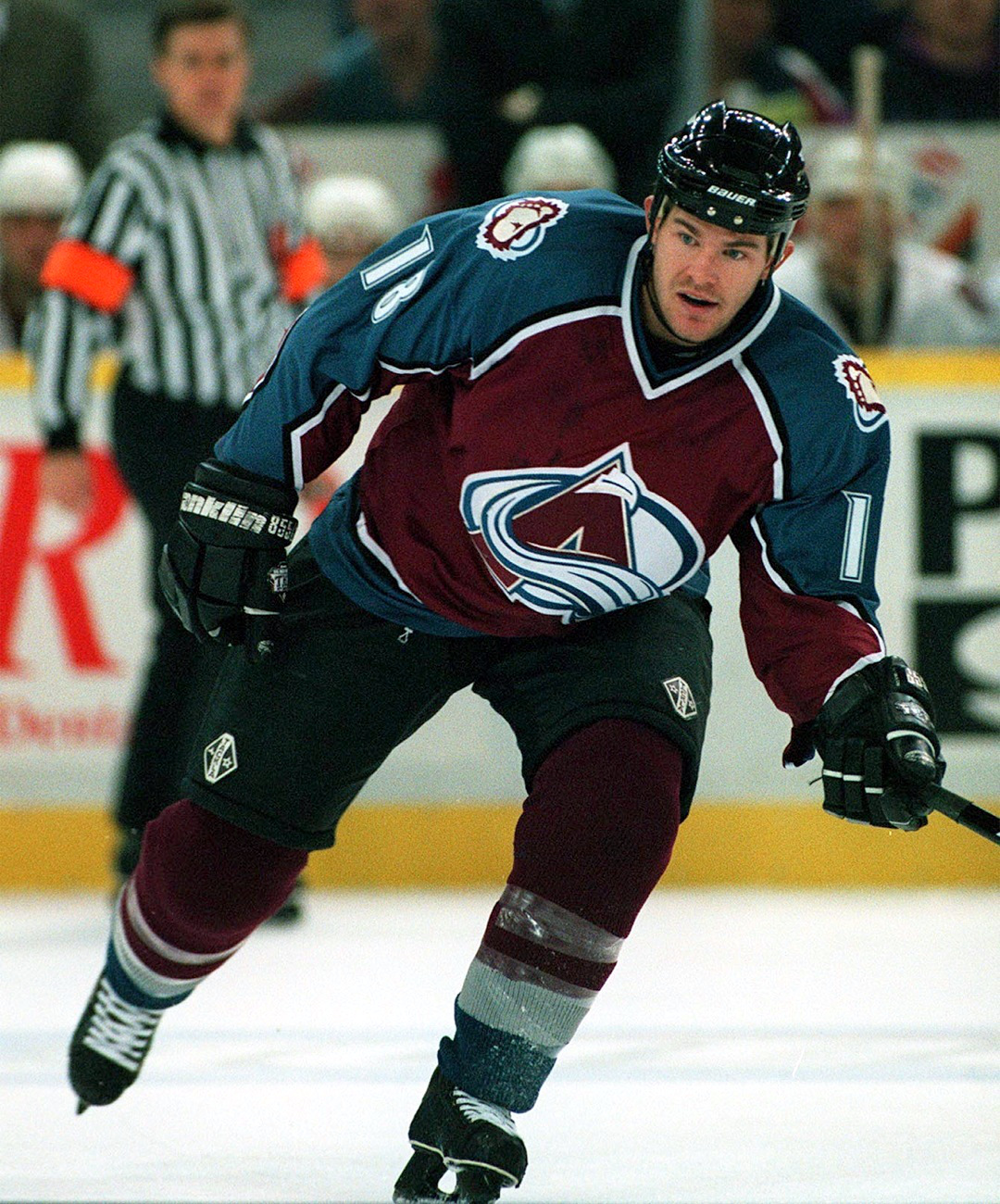
Adam Deadmarsh, gewählt an Position 14

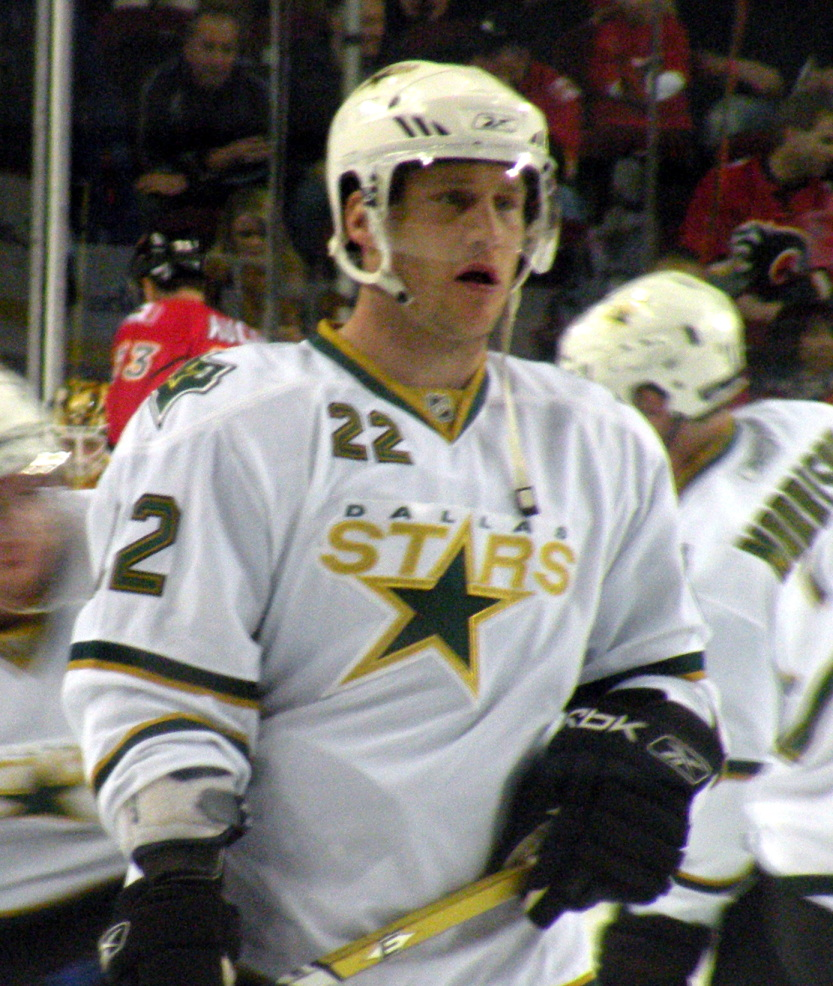
Landon Wilson, gewählt an Position 19

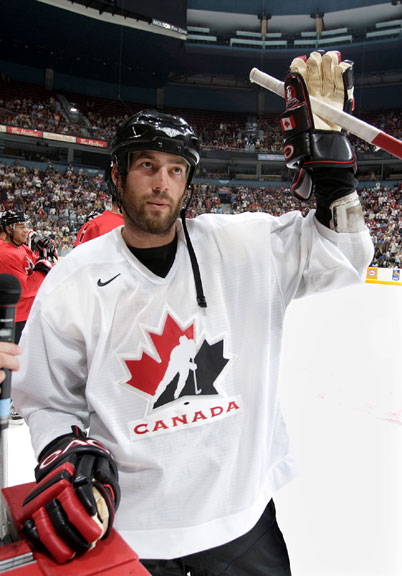
Todd Bertuzzi, gewählt an Position 23

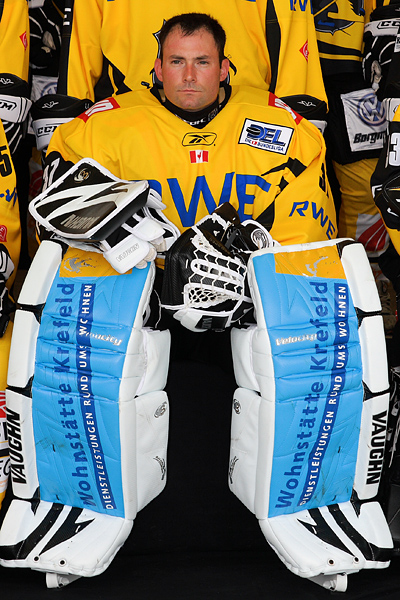
Scott Langkow, gewählt an Position 31

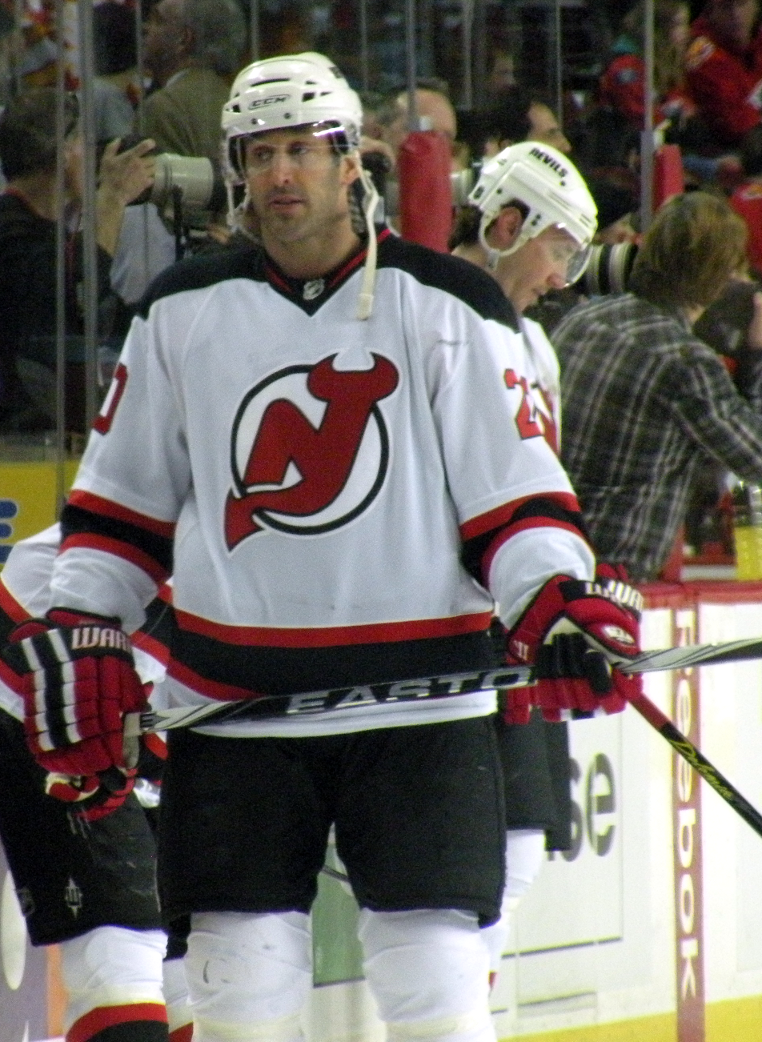
Jay Pandolfo, gewählt an Position 32

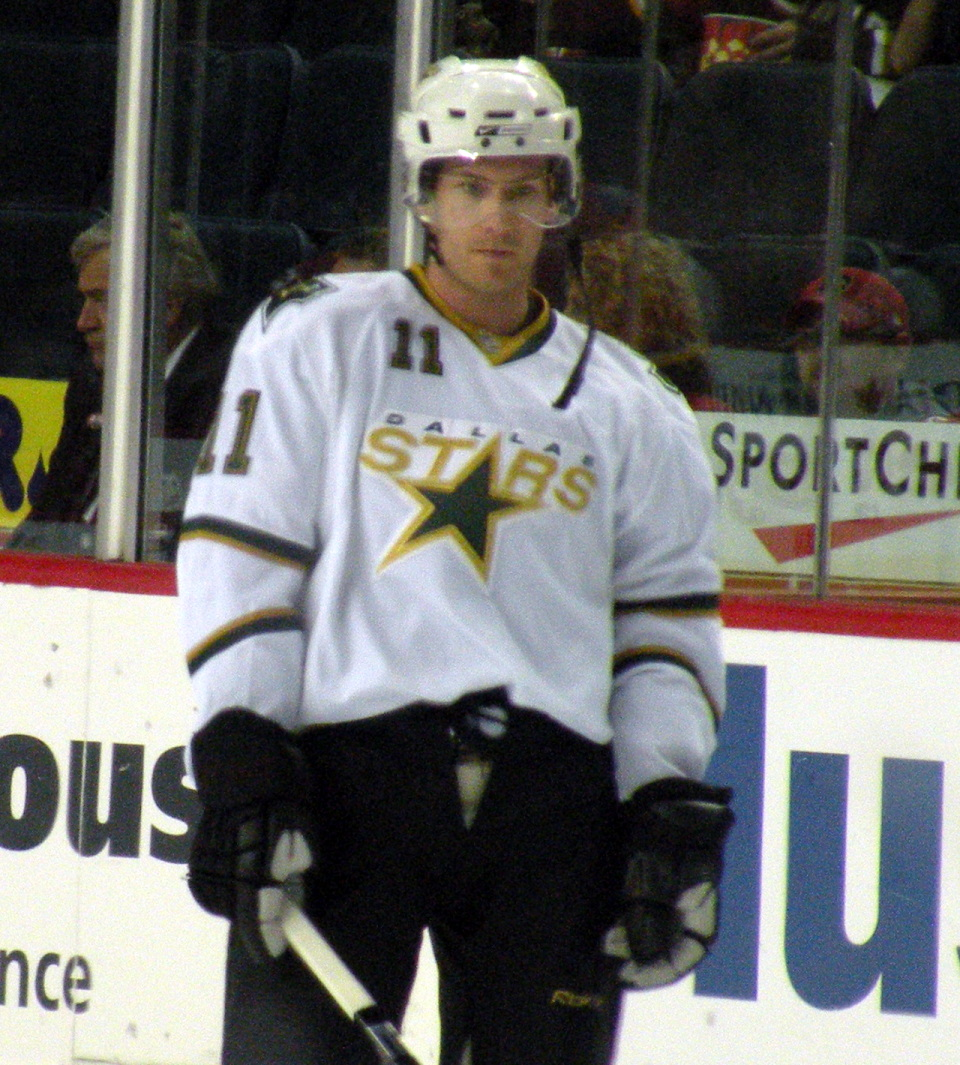
Brendan Morrison, gewählt an Position 39

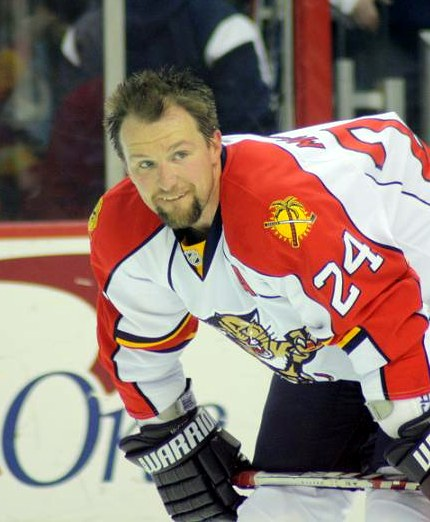
Bryan McCabe, gewählt an Position 40

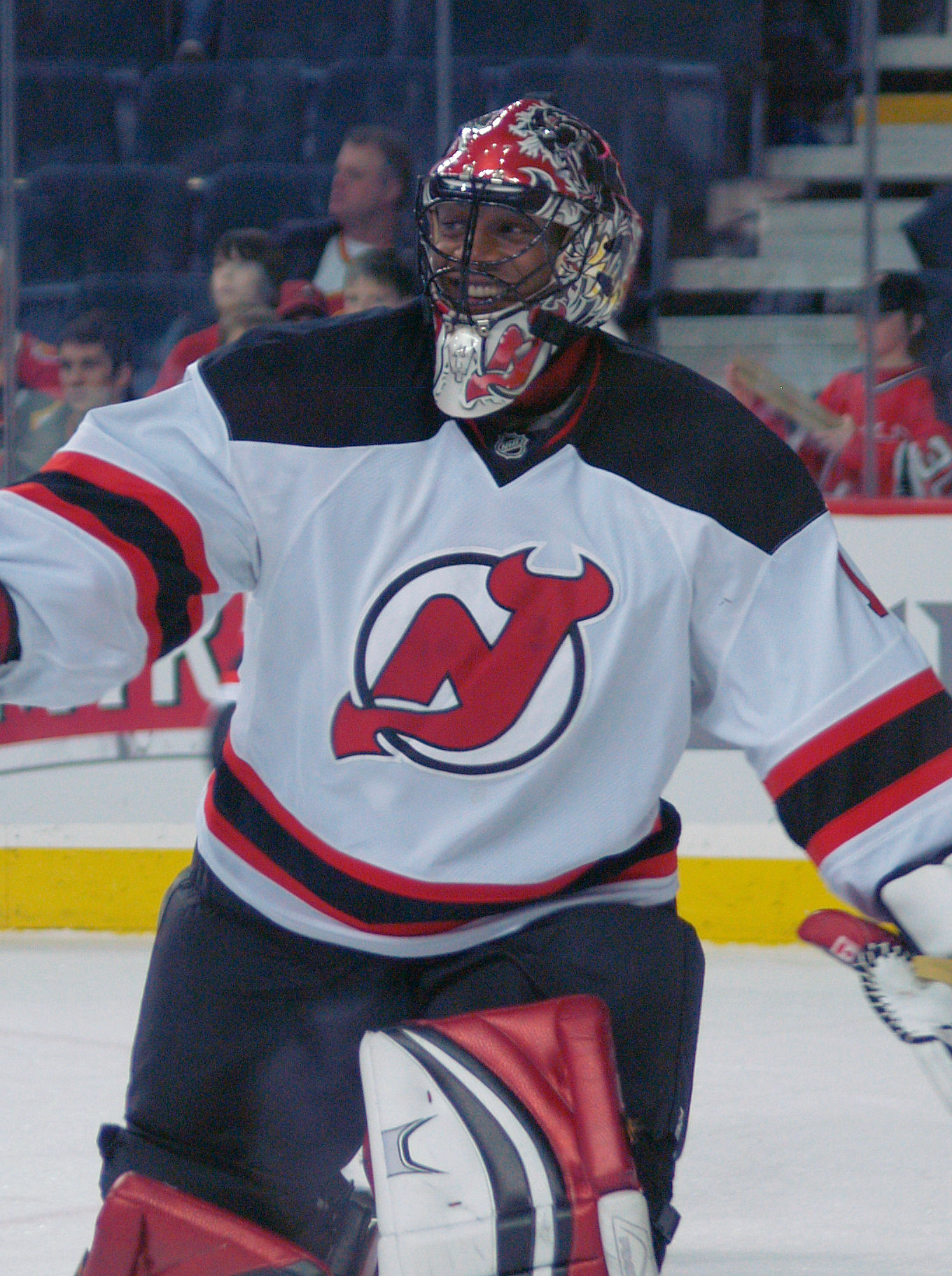
Kevin Weekes, gewählt an Position 41

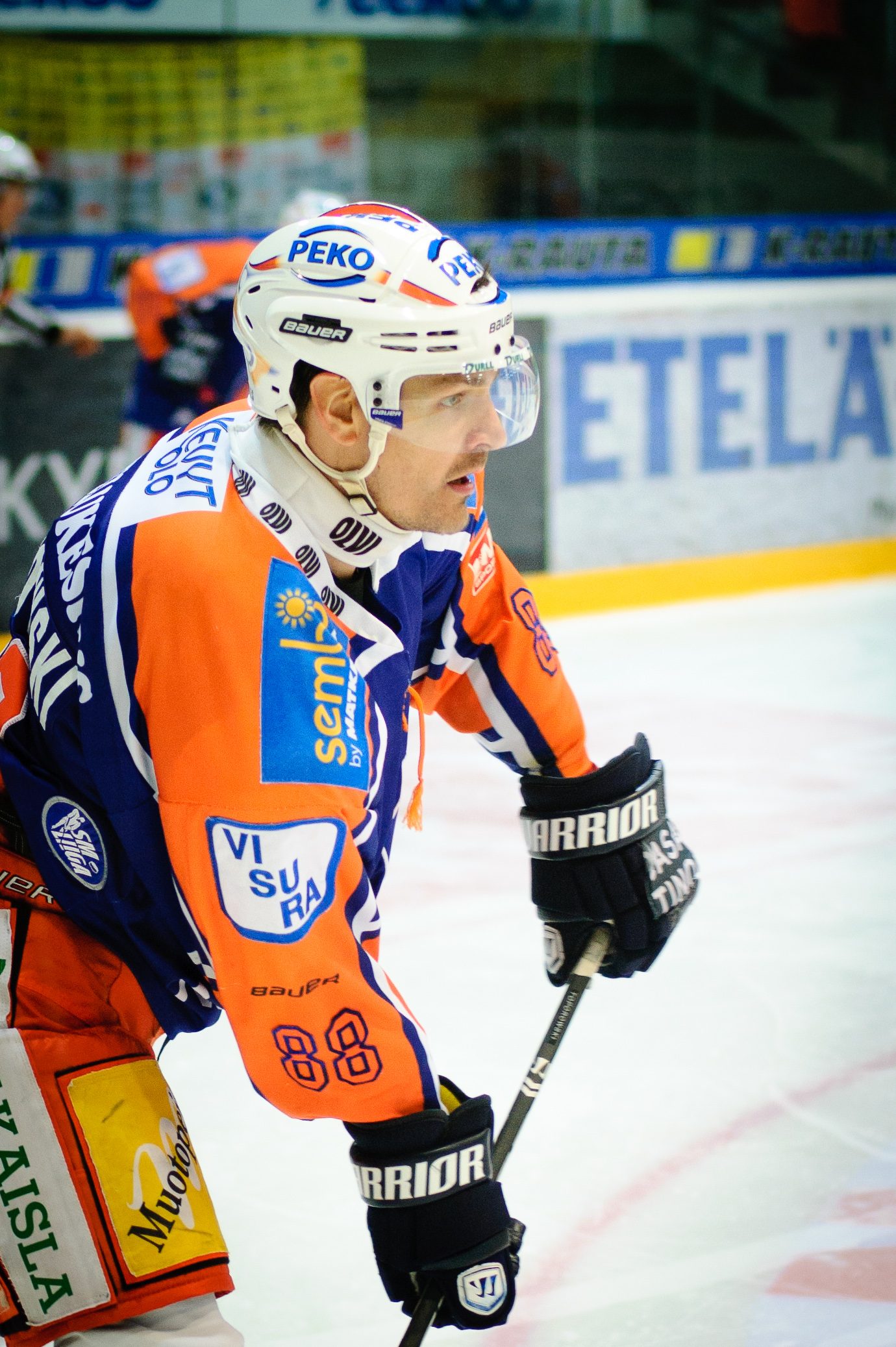
Shayne Toporowski, gewählt an Position 42

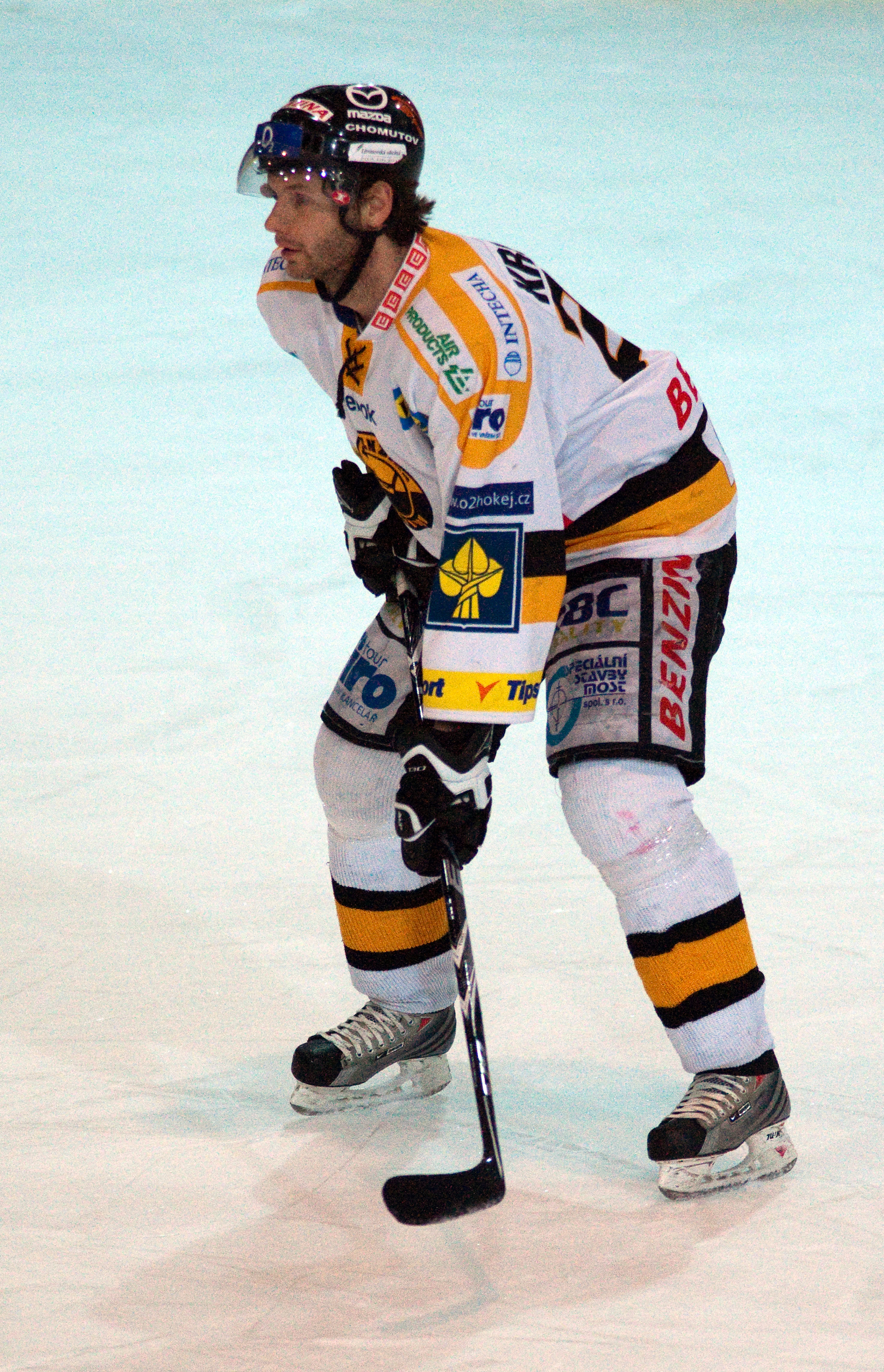
Vlastimil Kroupa, gewählt an Position 45

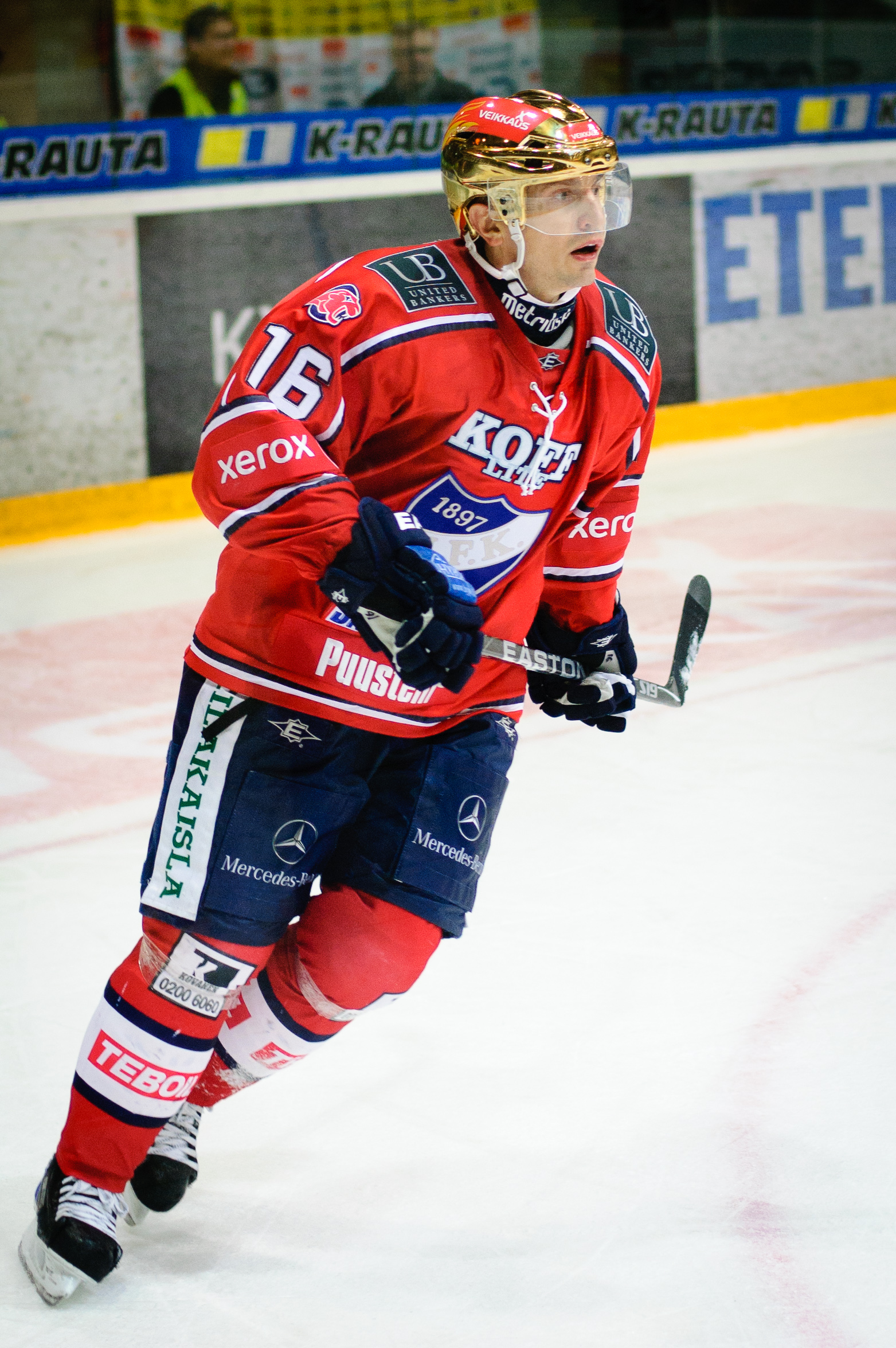
Ville Peltonen, gewählt an Position 58

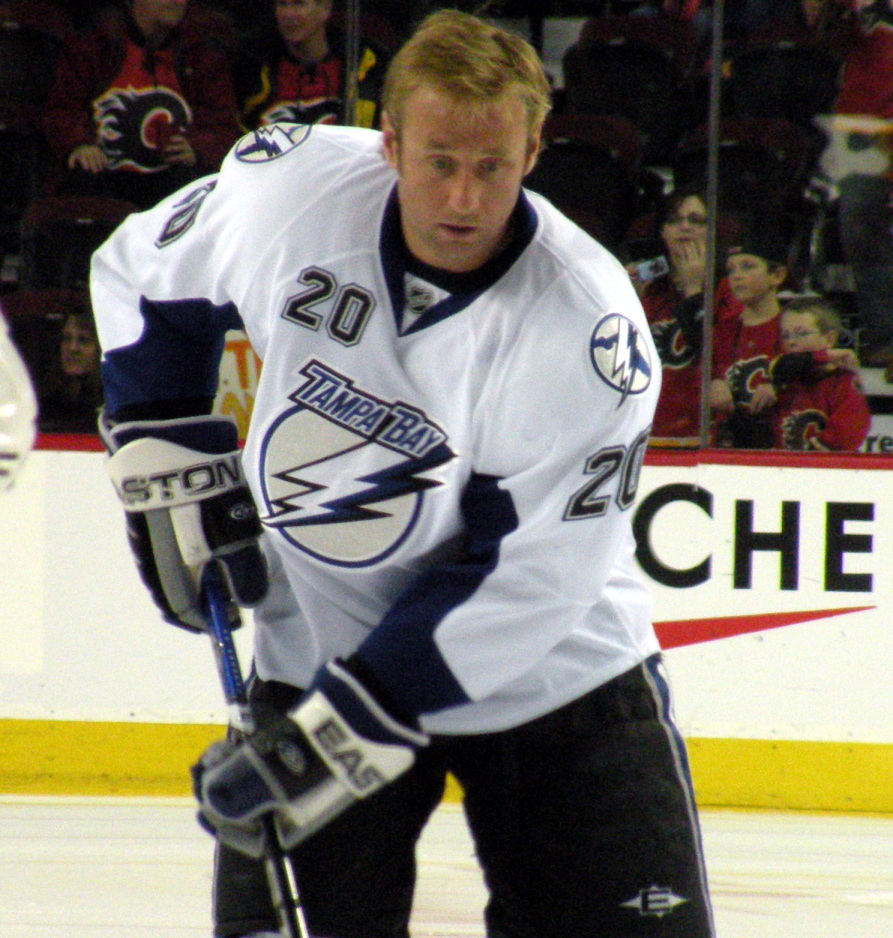
Václav Prospal, gewählt an Position 71

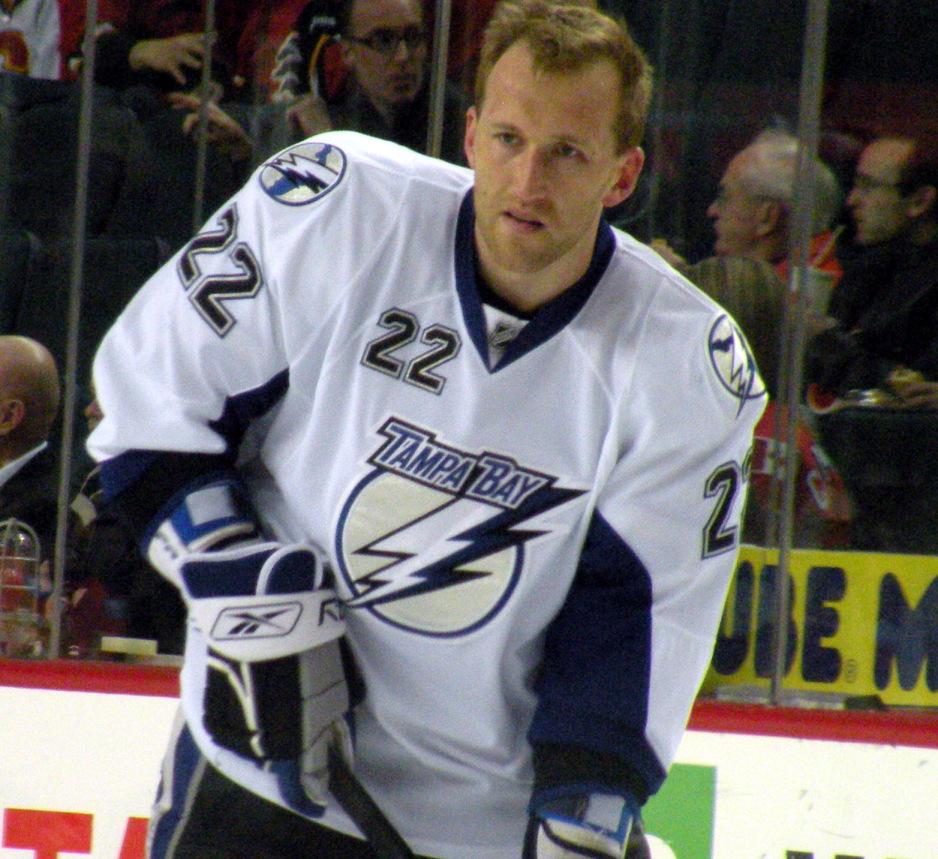
Marek Malík, gewählt an Position 72

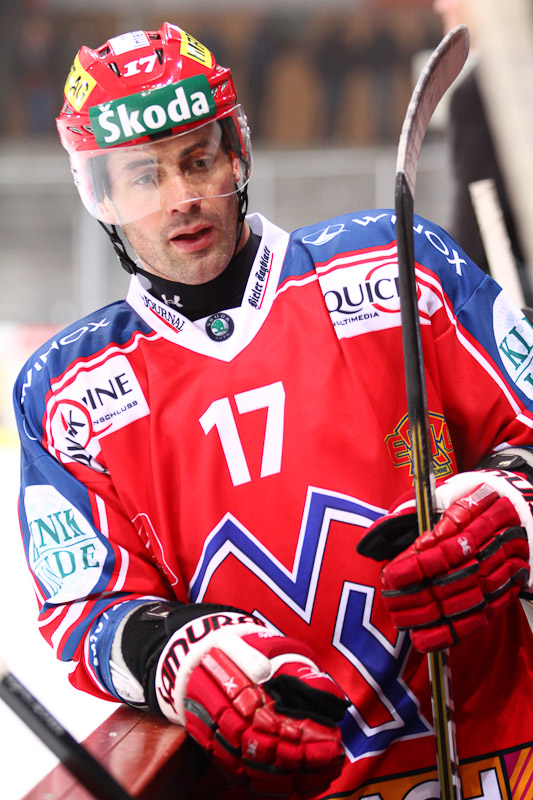
Sébastien Bordeleau, gewählt an Position 73

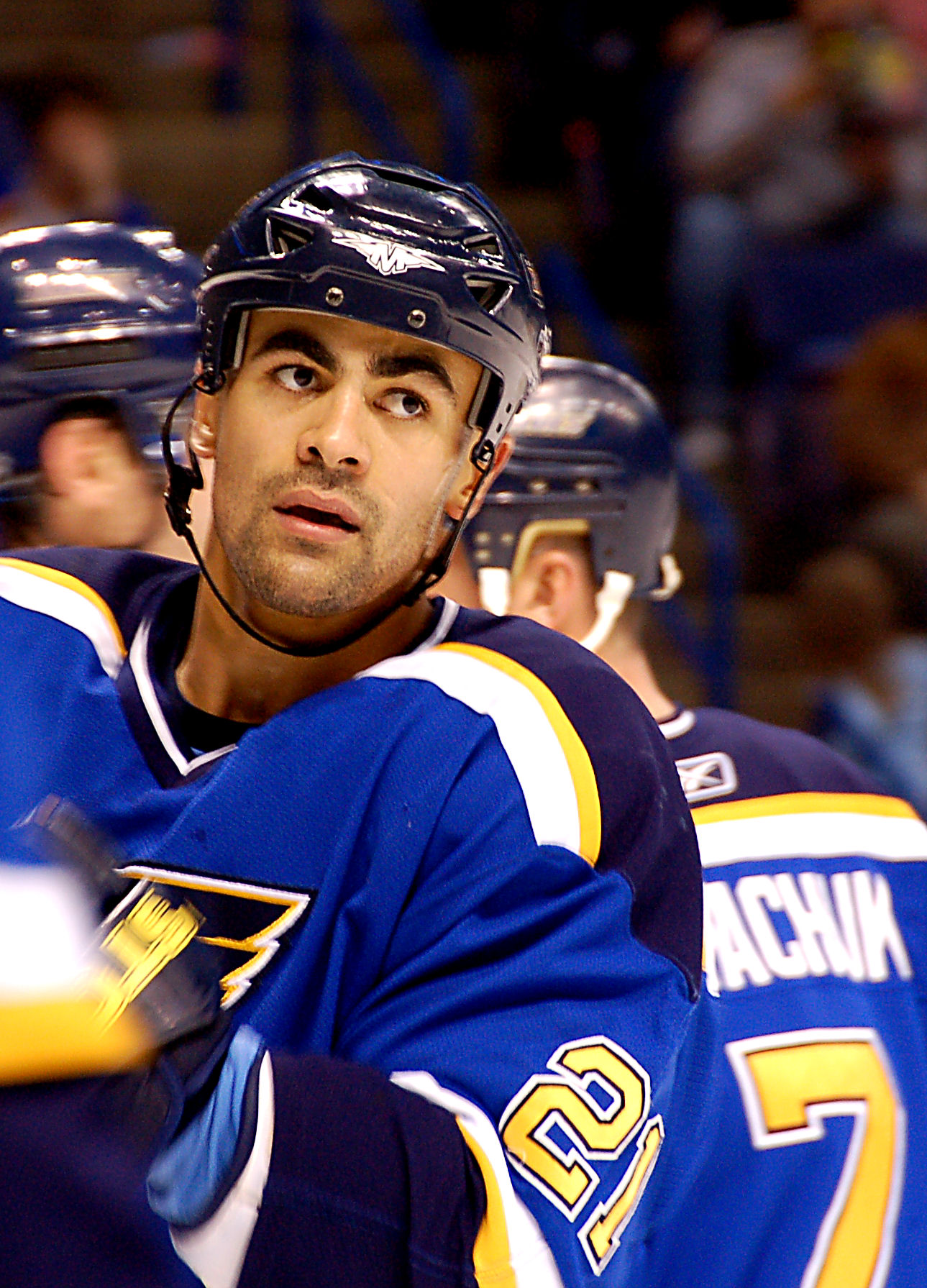
Jamal Mayers, gewählt an Position 89

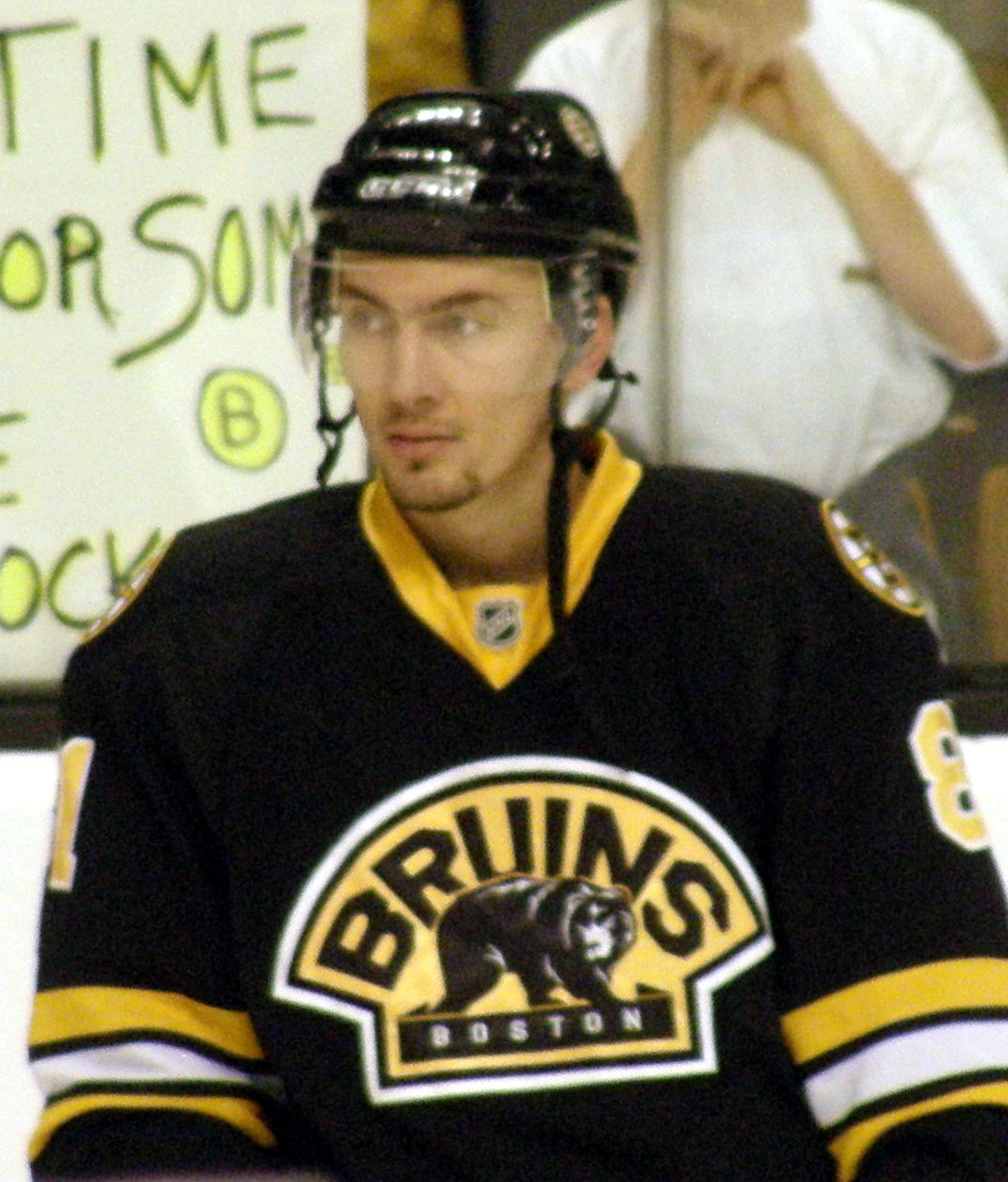
Miroslav Šatan, gewählt an Position 111

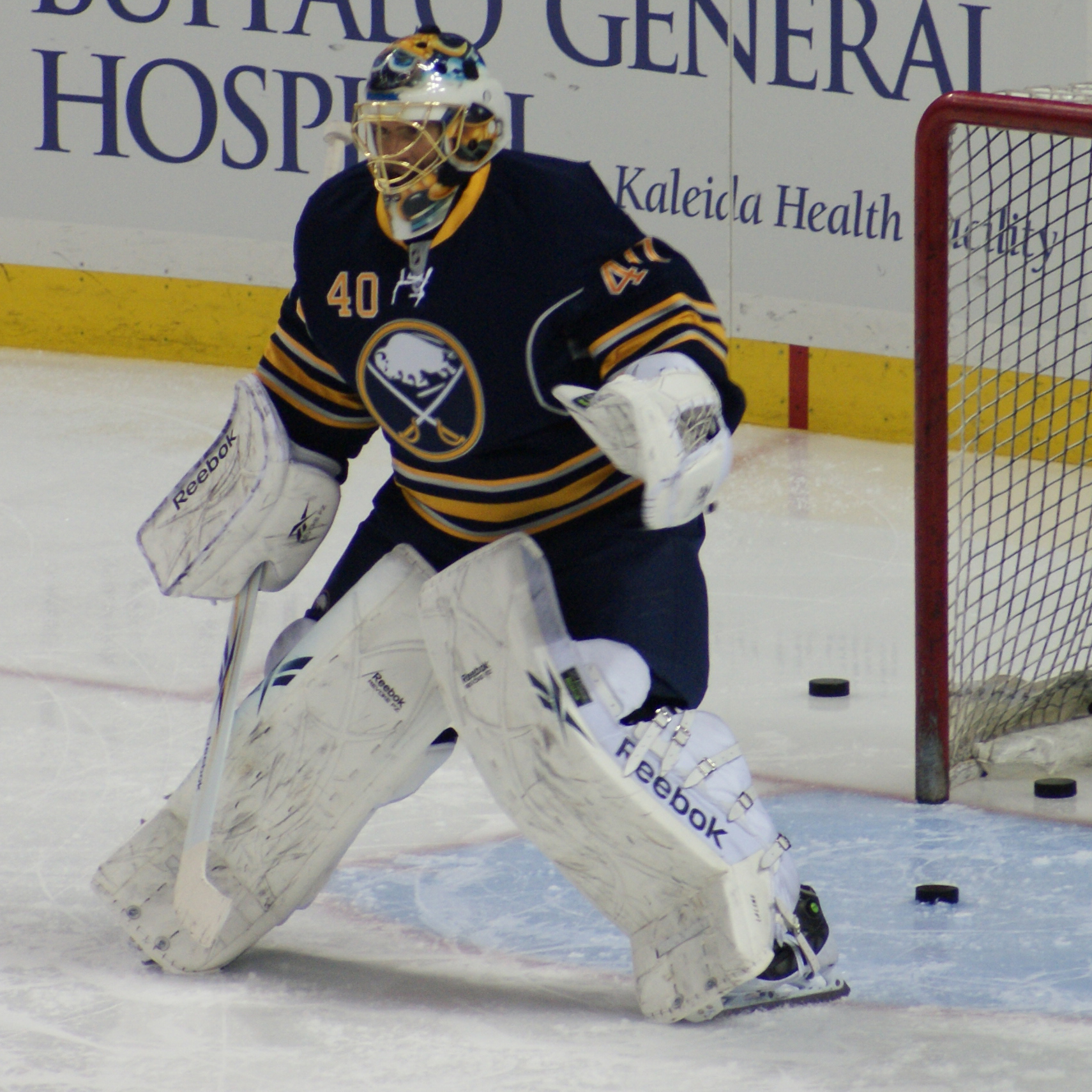
Patrick Lalime, gewählt an Position 156

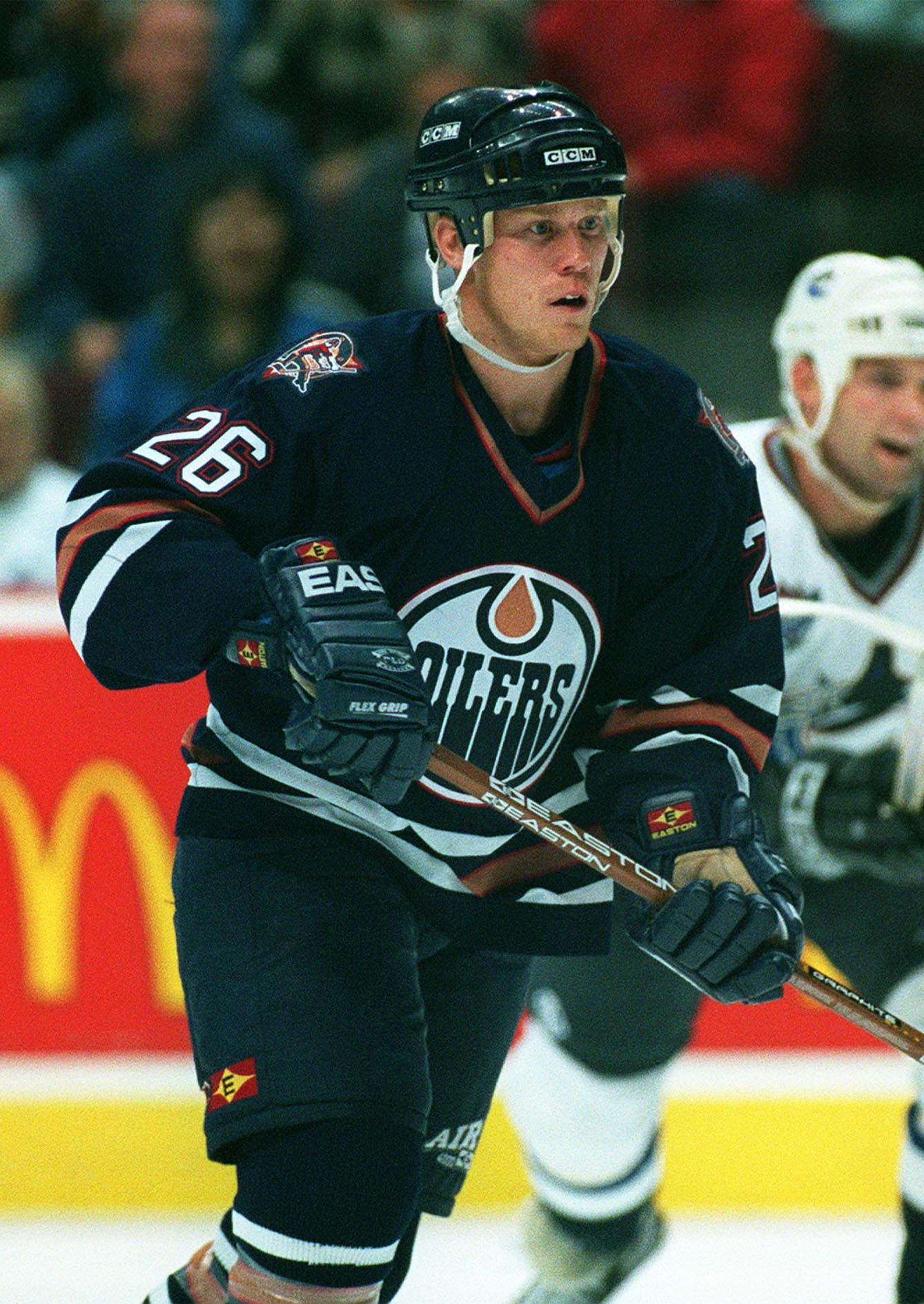
Todd Marchant, gewählt an Position 164

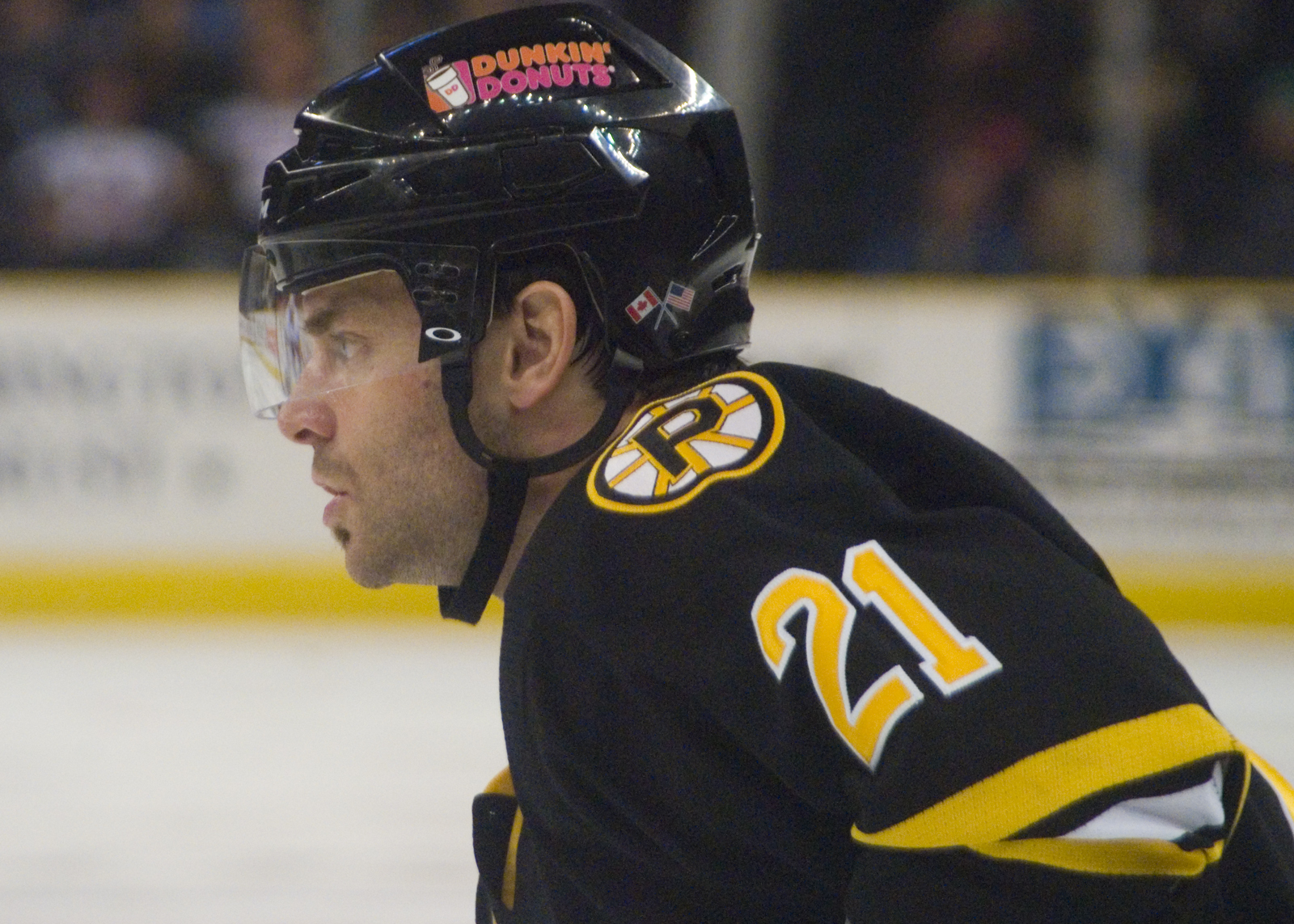
David Ling, gewählt an Position 179

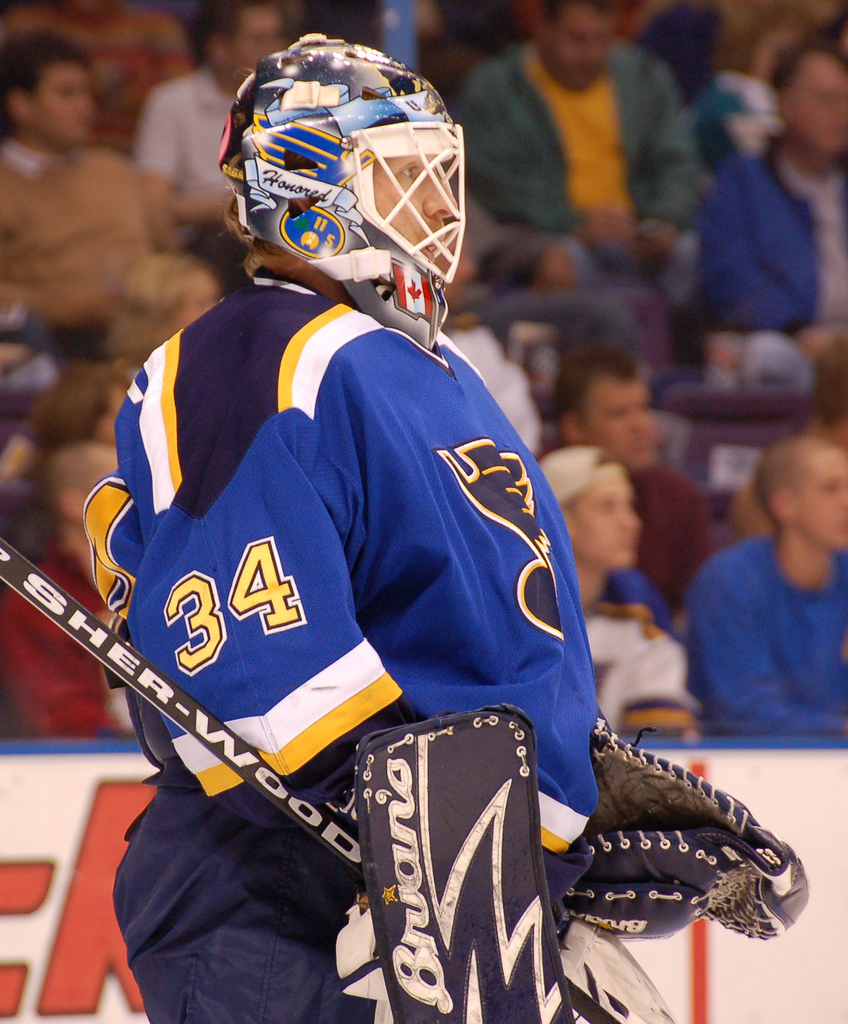
Manny Legace, gewählt an Position 188

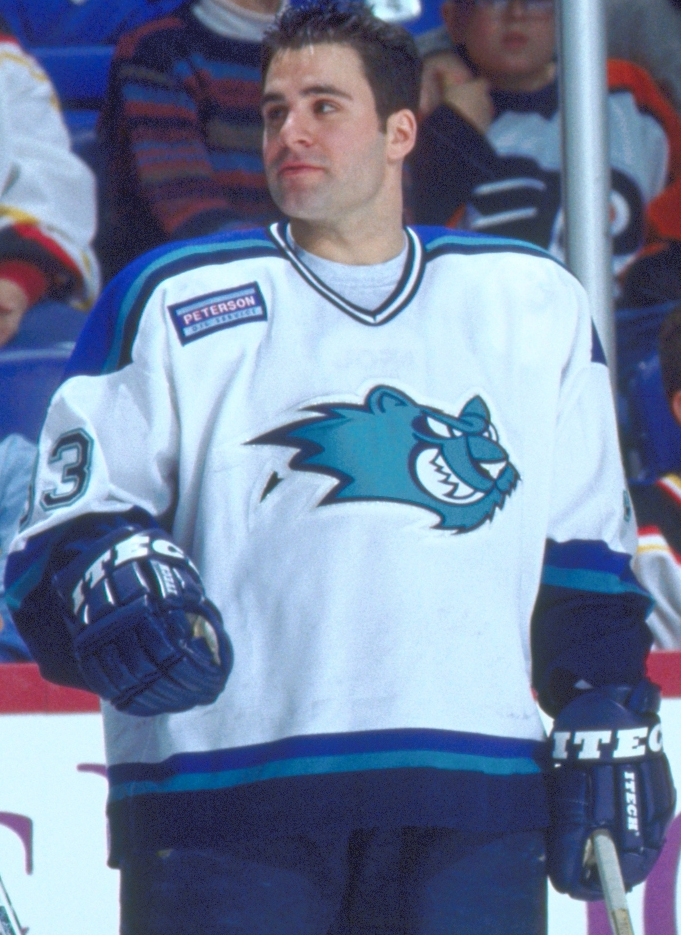
Eric Boguniecki, gewählt an Position 193

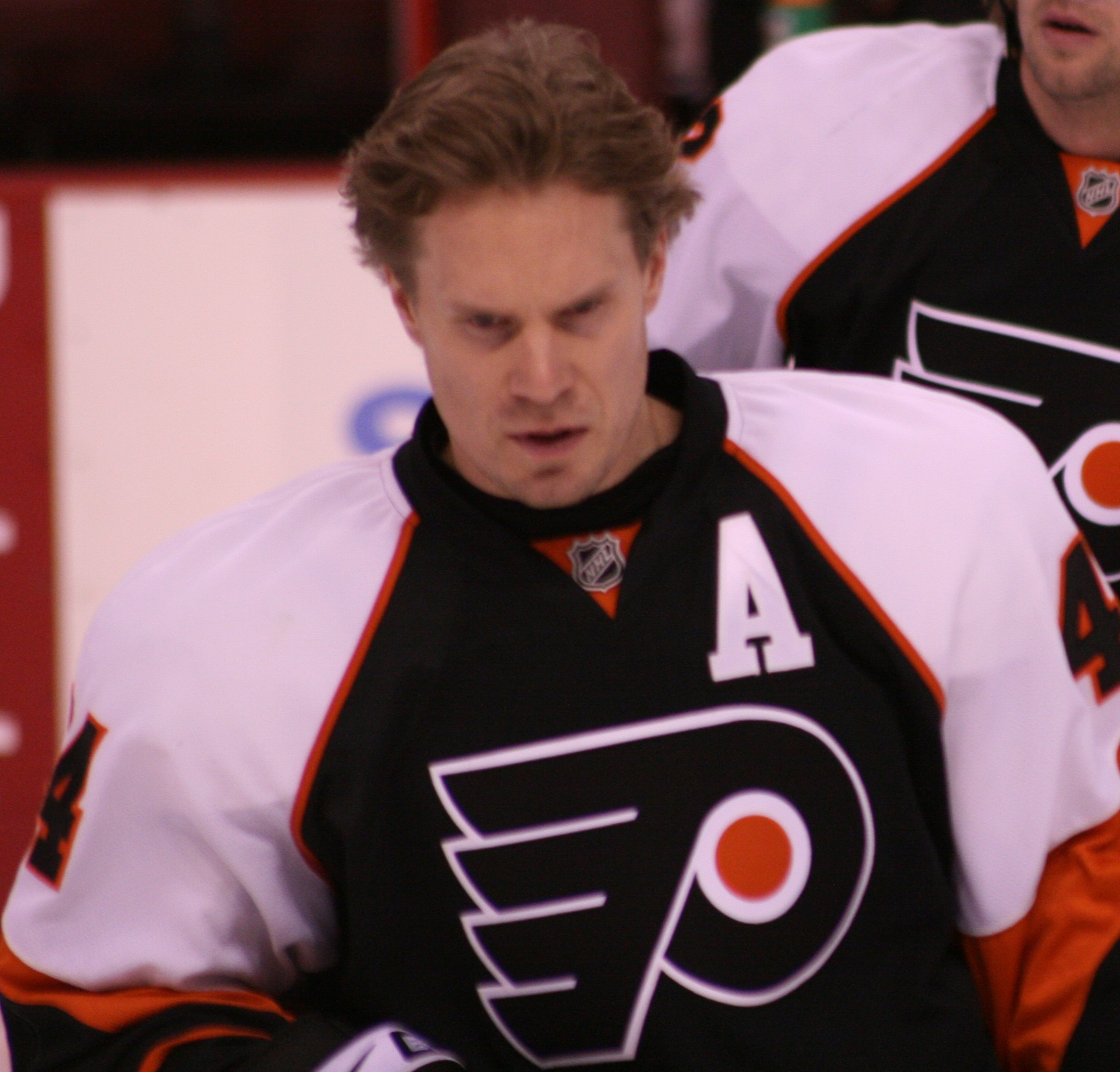
Kimmo Timonen, gewählt an Position 250

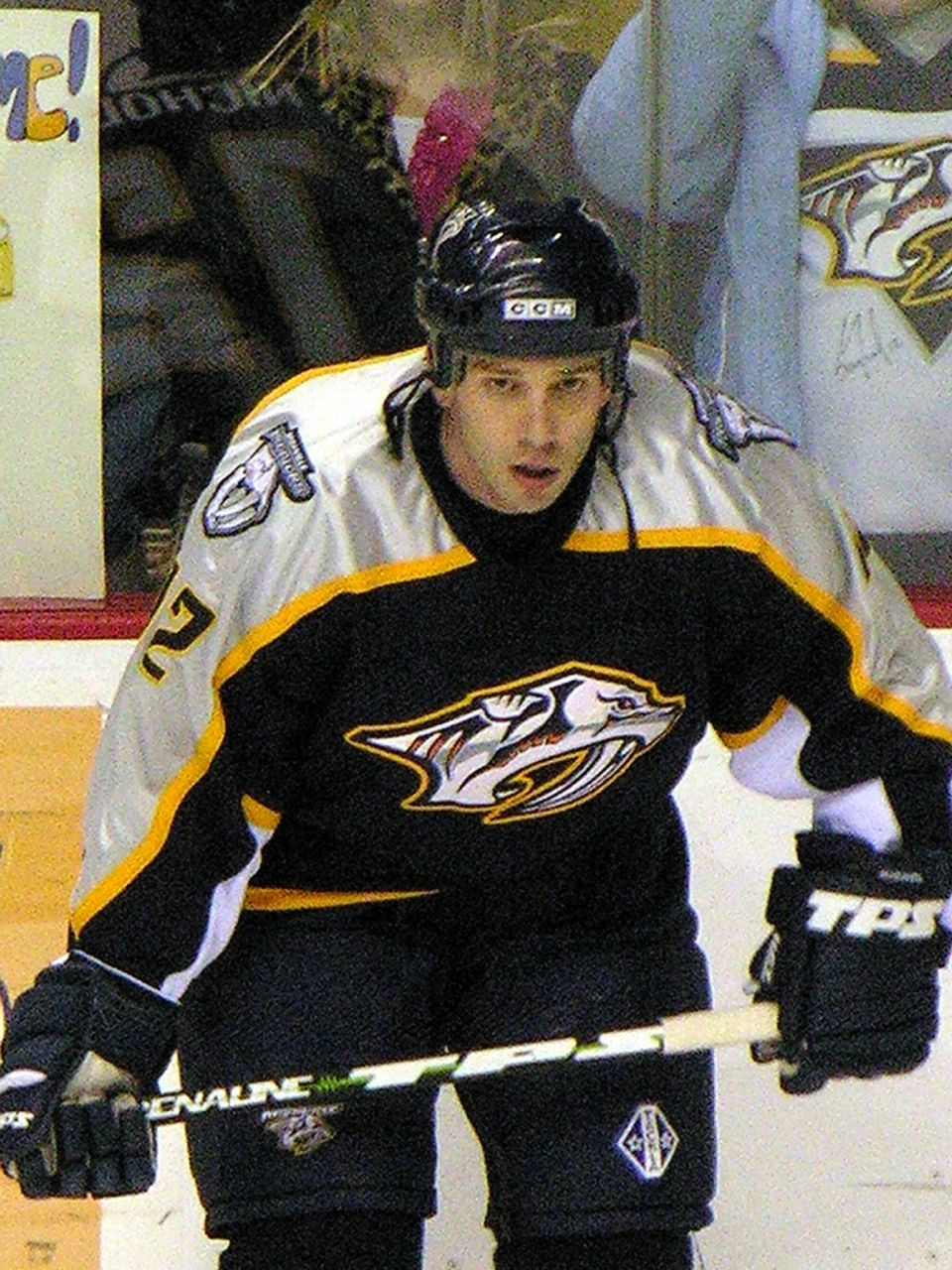
Scott Nichol, gewählt an Position 272

| Inhaltsverzeichnis Runde 1 \| Runde 2 \| Runde 3 \| Runde 4 \| Runde 5 \| Runde 6 \| Runde 7 \| Runde 8 \| Runde 9 \| Runde 10 \| Runde 11 |

Abkürzungen:
Position mit C = Center, LW = linker Flügel, RW = rechter Flügel, D = Verteidiger, G = Torwart
Farblegende:
 = Spieler, die in die Hockey Hall of Fame aufgenommen wurden

### Runde 1
| #   | Spieler          | Nationalität       | Position | NHL-Team                                      | College-/Junioren-/Profi-Team   |
| --- | ---------------- | ------------------ | -------- | --------------------------------------------- | ------------------------------- |
| 1.  | Alexandre Daigle | Kanada             | C        | Ottawa Senators                               | Tigres de Victoriaville (LHJMQ) |
| 2.  | Chris Pronger    | Kanada             | D        | Hartford Whalers (von San Jose Sharks)        | Peterborough Petes (OHL)        |
| 3.  | Chris Gratton    | Kanada             | C        | Tampa Bay Lightning                           | Kingston Frontenacs (OHL)       |
| 4.  | Paul Kariya      | Kanada             | LW       | Mighty Ducks of Anaheim                       | University of Maine (NCAA)      |
| 5.  | Rob Niedermayer  | Kanada             | C        | Florida Panthers                              | Medicine Hat Tigers (WHL)       |
| 6.  | Wiktor Koslow    | Russland 1991      | C        | San Jose Sharks (von Hartford Whalers)        | Dynamo Moskau (MHL)             |
| 7.  | Jason Arnott     | Kanada             | C        | Edmonton Oilers                               | Oshawa Generals (OHL)           |
| 8.  | Niklas Sundström | Schweden           | RW       | New York Rangers                              | MoDo Hockeyklubb (Elitserien)   |
| 9.  | Todd Harvey      | Kanada             | RW       | Dallas Stars                                  | Detroit Junior Red Wings (OHL)  |
| 10. | Jocelyn Thibault | Kanada             | G        | Nordiques de Québec (von Philadelphia Flyers) | Faucons de Sherbrooke (LHJMQ)   |
| 11. | Brendan Witt     | Kanada             | D        | Washington Capitals (von St. Louis Blues)     | Seattle Thunderbirds (WHL)      |
| 12. | Kenny Jönsson    | Schweden           | D        | Toronto Maple Leafs (von Buffalo Sabres)      | Rögle BK (Elitserien)           |
| 13. | Denis Pederson   | Kanada             | C        | New Jersey Devils                             | Prince Albert Raiders (WHL)     |
| 14. | Adam Deadmarsh   | Vereinigte Staaten | RW       | Nordiques de Québec (von New York Islanders)  | Portland Winter Hawks (WHL)     |
| 15. | Mats Lindgren    | Schweden           | C        | Winnipeg Jets                                 | Skellefteå AIK (Division 1)     |
| 16. | Nick Stajduhar   | Kanada             | D        | Edmonton Oilers (von Los Angeles Kings)       | London Knights (OHL)            |
| 17. | Jason Allison    | Kanada             | C        | Washington Capitals                           | London Knights (OHL)            |
| 18. | Jesper Mattsson  | Schweden           | RW       | Calgary Flames                                | Malmö IF (Elitserien)           |
| 19. | Landon Wilson    | Vereinigte Staaten | RW       | Toronto Maple Leafs                           | Dubuque Fighting Saints (USHL)  |
| 20. | Mike Wilson      | Kanada             | D        | Vancouver Canucks                             | Sudbury Wolves (OHL)            |
| 21. | Saku Koivu       | Finnland           | C        | Canadiens de Montréal                         | TPS Turku (SM-liiga)            |
| 22. | Anders Eriksson  | Schweden           | D        | Detroit Red Wings                             | MoDo Hockeyklubb (Elitserien)   |
| 23. | Todd Bertuzzi    | Kanada             | RW       | New York Islanders (von Nordiques de Québec)  | Guelph Storm (OHL)              |
| 24. | Éric Lecompte    | Kanada             | LW       | Chicago Blackhawks                            | Olympiques de Hull (LHJMQ)      |
| 25. | Kevyn Adams      | Vereinigte Staaten | C        | Boston Bruins                                 | Miami University (NCAA)         |
| 26. | Stefan Bergkvist | Schweden           | D        | Pittsburgh Penguins                           | Leksands IF (Elitserien)        |

### Runde 2
| #   | Spieler             | Nationalität       | Position | NHL-Team                                                       | College-/Junioren-/Profi-Team     |
| --- | ------------------- | ------------------ | -------- | -------------------------------------------------------------- | --------------------------------- |
| 27. | Radim Bičánek       | Tschechien         | D        | Ottawa Senators                                                | ASD Dukla Jihlava (1. Liga)       |
| 28. | Shean Donovan       | Kanada             | RW       | San Jose Sharks                                                | Ottawa 67’s (OHL)                 |
| 29. | Tyler Moss          | Kanada             | G        | Tampa Bay Lightning                                            | Kingston Frontenacs (OHL)         |
| 30. | Nikolai Zulygin     | Russland 1991      | D        | Mighty Ducks of Anaheim                                        | Salawat Julajew Ufa (MHL)         |
| 31. | Scott Langkow       | Kanada             | G        | Winnipeg Jets (von Florida Panthers)                           | Portland Winter Hawks (WHL)       |
| 32. | Jay Pandolfo        | Vereinigte Staaten | LW       | New Jersey Devils (von Hartford Whalers)                       | Boston University (NCAA)          |
| 33. | David Výborný       | Tschechien         | RW       | Edmonton Oilers                                                | HC Sparta Prag (1. Liga)          |
| 34. | Lee Sorochan        | Kanada             | D        | New York Rangers                                               | Lethbridge Hurricanes (WHL)       |
| 35. | Jamie Langenbrunner | Vereinigte Staaten | RW       | Dallas Stars                                                   | Cloquet High (US High School)     |
| 36. | Janne Niinimaa      | Finnland           | D        | Philadelphia Flyers                                            | Kärpät Oulu (I-divisioona)        |
| 37. | Maxim Bez           | Russland 1991      | LW       | St. Louis Blues                                                | Spokane Chiefs (WHL)              |
| 38. | Denis Zygurow       | Russland 1991      | D        | Buffalo Sabres                                                 | HK Lada Toljatti (MHL)            |
| 39. | Brendan Morrison    | Kanada             | C        | New Jersey Devils                                              | Penticton Panthers (BCHL)         |
| 40. | Bryan McCabe        | Kanada             | D        | New York Islanders                                             | Spokane Chiefs (WHL)              |
| 41. | Kevin Weekes        | Kanada             | G        | Florida Panthers (von Winnipeg Jets)                           | Owen Sound Platers (OHL)          |
| 42. | Shayne Toporowski   | Kanada             | RW       | Los Angeles Kings                                              | Prince Albert Raiders (WHL)       |
| 43. | Alexei Budajew      | Russland 1991      | C        | Winnipeg Jets (von Washington Capitals)                        | Kristall Elektrostal (ORM)        |
| 44. | Jamie Allison       | Kanada             | D        | Calgary Flames                                                 | Detroit Junior Red Wings (OHL)    |
| 45. | Vlastimil Kroupa    | Tschechien         | D        | San Jose Sharks (von Toronto Maple Leafs via Hartford Whalers) | HC Chemopetrol Litvínov (1. Liga) |
| 46. | Rick Girard         | Kanada             | C        | Vancouver Canucks                                              | Swift Current Broncos (WHL)       |
| 47. | Rory Fitzpatrick    | Vereinigte Staaten | D        | Canadiens de Montréal                                          | Sudbury Wolves (OHL)              |
| 48. | Jon Coleman         | Vereinigte Staaten | D        | Detroit Red Wings                                              | Phillips Academy (US High School) |
| 49. | Ashley Buckberger   | Kanada             | RW       | Nordiques de Québec                                            | Swift Current Broncos (WHL)       |
| 50. | Eric Manlow         | Kanada             | C        | Chicago Blackhawks                                             | Kitchener Rangers (OHL)           |
| 51. | Matt Alvey          | Vereinigte Staaten | RW       | Boston Bruins                                                  | Springfield Olympics (NEJHL)      |
| 52. | Domenico Pittis     | Kanada             | C        | Pittsburgh Penguins                                            | Lethbridge Hurricanes (WHL)       |

### Runde 3
| #   | Spieler                | Nationalität       | Position | NHL-Team                                                                                | College-/Junioren-/Profi-Team            |
| --- | ---------------------- | ------------------ | -------- | --------------------------------------------------------------------------------------- | ---------------------------------------- |
| 53. | Patrick Charbonneau    | Kanada             | G        | Ottawa Senators                                                                         | Tigres de Victoriaville (LHJMQ)          |
| 54. | Bohdan Sawenko         | Ukraine            | RW       | Chicago Blackhawks (von San Jose Sharks)                                                | Niagara Falls Thunder (OHL)              |
| 55. | Allan Egeland          | Kanada             | C        | Tampa Bay Lightning (von Tampa Bay Lightning via New York Rangers)                      | Tacoma Rockets (WHL)                     |
| 56. | Waleri Karpow          | Russland 1991      | RW       | Mighty Ducks of Anaheim                                                                 | Traktor Tscheljabinsk (MHL)              |
| 57. | Chris Armstrong        | Kanada             | D        | Florida Panthers                                                                        | Moose Jaw Warriors (WHL)                 |
| 58. | Ville Peltonen         | Finnland           | LW       | San Jose Sharks (von Hartford Whalers)                                                  | HIFK Helsinki (SM-liiga)                 |
| 59. | Kevin Paden            | Vereinigte Staaten | C/LW     | Edmonton Oilers                                                                         | Detroit Junior Red Wings (OHL)           |
| 60. | Aleksandrs Kerčs       | Lettland           | LW       | Edmonton Oilers (von New York Rangers)                                                  | Pārdaugava Riga (MHL)                    |
| 61. | Maxim Galanow          | Russland 1991      | D        | New York Rangers (von Dallas Stars)                                                     | HK Lada Toljatti (MHL)                   |
| 62. | Dave Roche             | Kanada             | LW       | Pittsburgh Penguins (von Philadelphia Flyers via Winnipeg Jets und Philadelphia Flyers) | Peterborough Petes (OHL)                 |
| 63. | Jamie Rivers           | Kanada             | D        | St. Louis Blues                                                                         | Sudbury Wolves (OHL)                     |
| 64. | Ethan Philpott         | Vereinigte Staaten | RW       | Buffalo Sabres                                                                          | Phillips Academy (US High School)        |
| 65. | Krzysztof Oliwa        | Polen              | LW       | New Jersey Devils                                                                       | Welland Cougars (GHJHL)                  |
| 66. | Wladimir Tschebaturkin | Russland 1991      | D        | New York Islanders                                                                      | Kristall Elektrostal (ORM)               |
| 67. | Mikael Tjälldén        | Schweden           | D        | Florida Panthers (von Winnipeg Jets)                                                    | MoDo Hockeyklubb U20 (Juniorallsvenskan) |
| 68. | Jeff Mitchell          | Vereinigte Staaten | C        | Los Angeles Kings                                                                       | Detroit Junior Red Wings (OHL)           |
| 69. | Patrick Boileau        | Kanada             | D        | Washington Capitals                                                                     | Titan de Laval (LHJMQ)                   |
| 70. | Dan Tompkins           | Vereinigte Staaten | LW       | Calgary Flames                                                                          | Omaha Lancers (USHL)                     |
| 71. | Václav Prospal         | Tschechien         | LW       | Philadelphia Flyers (von Toronto Maple Leafs)                                           | Motor České Budějovice (1. Liga)         |
| 72. | Marek Malík            | Tschechien         | D        | Hartford Whalers (von Vancouver Canucks)                                                | HC Vítkovice (1. Liga)                   |
| 73. | Sébastien Bordeleau    | Kanada             | C        | Canadiens de Montréal                                                                   | Olympiques de Hull (LHJMQ)               |
| 74. | Kevin Hilton           | Vereinigte Staaten | C        | Detroit Red Wings                                                                       | University of Michigan (NCAA)            |
| 75. | Bill Pierce            | Vereinigte Staaten | C        | Nordiques de Québec                                                                     | Lawrence Academy (US High School)        |
| 76. | Ryan Huska             | Kanada             | C        | Chicago Blackhawks                                                                      | Kamloops Blazers (WHL)                   |
| 77. | Miloš Holaň            | Tschechien         | D        | Philadelphia Flyers (von Boston Bruins)                                                 | HC Vítkovice (1. Liga)                   |
| 78. | Steve Washburn         | Kanada             | C        | Florida Panthers (von Pittsburgh Penguins via Tampa Bay Lightning)                      | Ottawa 67’s (OHL)                        |

### Runde 4
| #    | Spieler                | Nationalität       | Position | NHL-Team                                                                              | College-/Junioren-/Profi-Team      |
| ---- | ---------------------- | ------------------ | -------- | ------------------------------------------------------------------------------------- | ---------------------------------- |
| 79.  | Ruslan Batyrschin      | Russland 1991      | D        | Winnipeg Jets (von Ottawa Senators)                                                   | Dynamo Moskau II (ORM)             |
| 80.  | Alexander Ossadtschi   | Ukraine            | D        | San Jose Sharks                                                                       | ZSKA Moskau (MHL)                  |
| 81.  | Marián Kacíř           | Tschechien         | RW       | Tampa Bay Lightning                                                                   | Owen Sound Platers (OHL)           |
| 82.  | Joel Gagnon            | Kanada             | G        | Mighty Ducks of Anaheim                                                               | Oshawa Generals (OHL)              |
| 83.  | Bill McCauley          | Vereinigte Staaten | C        | Florida Panthers                                                                      | Detroit Junior Red Wings (OHL)     |
| 84.  | Trevor Roenick         | Vereinigte Staaten | RW       | Hartford Whalers                                                                      | Boston Jr. Bruins (NEJHL)          |
| 85.  | Adam Wiesel            | Vereinigte Staaten | D        | Canadiens de Montréal (von Edmonton Oilers)                                           | Springfield Olympics (NEJHL)       |
| 86.  | Serhij Olimpijew       | Ukraine            | LW       | New York Rangers                                                                      | Dinamo Minsk (MHL)                 |
| 87.  | Chad Lang              | Kanada             | G        | Dallas Stars                                                                          | Peterborough Petes (OHL)           |
| 88.  | Charles Paquette       | Kanada             | D        | Boston Bruins (von Philadelphia Flyers via Detroit Red Wings und Philadelphia Flyers) | Faucons de Sherbrooke (LHJMQ)      |
| 89.  | Jamal Mayers           | Kanada             | RW       | St. Louis Blues                                                                       | Western Michigan University (NCAA) |
| 90.  | Éric Dazé              | Kanada             | LW       | Chicago Blackhawks (von Buffalo Sabres)                                               | Harfangs de Beauport (LHJMQ)       |
| 91.  | Cosmo Dupaul           | Kanada             | C        | Ottawa Senators (von New Jersey Devils)                                               | Tigres de Victoriaville (LHJMQ)    |
| 92.  | Warren Luhning         | Kanada             | RW       | New York Islanders                                                                    | Calgary Royals (AJHL)              |
| 93.  | Rawil Gusmanow         | Russland 1991      | LW       | Winnipeg Jets                                                                         | Traktor Tscheljabinsk (MHL)        |
| 94.  | Bob Wren               | Kanada             | C        | Los Angeles Kings                                                                     | Detroit Junior Red Wings (OHL)     |
| 95.  | Jason Smith            | Kanada             | D        | Calgary Flames (von Washington Capitals via Hartford Whalers)                         | Princeton University (NCAA)        |
| 96.  | Marty Murray           | Kanada             | C        | Calgary Flames                                                                        | Brandon Wheat Kings (WHL)          |
| 97.  | John Jakopin           | Kanada             | D        | Detroit Red Wings (von Toronto Maple Leafs via Washington Capitals und Winnipeg Jets) | St. Michael’s Buzzers (MetJHL)     |
| 98.  | Dieter Kochan          | Kanada             | G        | Vancouver Canucks                                                                     | Kelowna Spartans (BCHL)            |
| 99.  | Jean-François Houle    | Kanada             | LW       | Canadiens de Montréal                                                                 | Northwood Prep (US High School)    |
| 100. | Benoît Larose          | Kanada             | D        | Detroit Red Wings                                                                     | Titan de Laval (LHJMQ)             |
| 101. | Ryan Tocher            | Kanada             | D        | Nordiques de Québec                                                                   | Niagara Falls Thunder (OHL)        |
| 102. | Patryk Pysz            | Polen              | RW       | Chicago Blackhawks                                                                    | Augsburger EV (2. Bundesliga)      |
| 103. | Shawn Bates            | Vereinigte Staaten | C        | Boston Bruins                                                                         | Medford High (US High School)      |
| 104. | Jonas Andersson-Junkka | Schweden           | D        | Pittsburgh Penguins                                                                   | Team Kiruna IF (Division 1)        |

### Runde 5
| #    | Spieler             | Nationalität       | Position | NHL-Team                                                       | College-/Junioren-/Profi-Team     |
| ---- | ------------------- | ------------------ | -------- | -------------------------------------------------------------- | --------------------------------- |
| 105. | Frederick Beaubien  | Kanada             | G        | Los Angeles Kings (von Ottawa Senators und New York Rangers)   | Laser de Saint-Hyacinthe (LHJMQ)  |
| 106. | Andrij Buschtschan  | Ukraine            | D        | San Jose Sharks                                                | Sokil-Eskulap Kiew (MHL)          |
| 107. | Ryan Brown          | Kanada             | D        | Tampa Bay Lightning                                            | Swift Current Broncos (WHL)       |
| 108. | Michail Schtalenkow | Russland 1991      | G        | Mighty Ducks of Anaheim                                        | Milwaukee Admirals (IHL)          |
| 109. | Todd MacDonald      | Kanada             | G        | Florida Panthers                                               | Tacoma Rockets (WHL)              |
| 110. | John Guirestante    | Kanada             | RW       | New Jersey Devils (von Hartford Whalers)                       | London Knights (OHL)              |
| 111. | Miroslav Šatan      | Slowakei           | RW       | Edmonton Oilers                                                | Dukla Trenčín (1. Liga)           |
| 112. | Gary Roach          | Kanada             | D        | New York Rangers                                               | Sault Ste. Marie Greyhounds (OHL) |
| 113. | Jeff Lank           | Kanada             | D        | Canadiens de Montréal (von Dallas Stars)                       | Prince Albert Raiders (WHL)       |
| 114. | Wladimir Kretschin  | Russland 1991      | LW       | Philadelphia Flyers                                            | Traktor Tscheljabinsk (MHL)       |
| 115. | Nolan Pratt         | Kanada             | D        | Hartford Whalers (von St. Louis Blues)                         | Portland Winter Hawks (WHL)       |
| 116. | Richard Šafárik     | Slowakei           | LW       | Buffalo Sabres                                                 | AC Nitra (1. SNHL)                |
| 117. | Jason Saal          | Vereinigte Staaten | G        | Los Angeles Kings (von New Jersey Devils)                      | Detroit Junior Red Wings (OHL)    |
| 118. | Tommy Salo          | Schweden           | G        | New York Islanders                                             | Västerås IK (Elitserien)          |
| 119. | Larry Courville     | Kanada             | LW       | Winnipeg Jets                                                  | Newmarket Royals (OHL)            |
| 120. | Tomáš Vlasák        | Tschechien         | LW       | Los Angeles Kings                                              | Slavia Prag (1. ČNHL)             |
| 121. | Darryl Lafrance     | Kanada             | C        | Calgary Flames (von Washington Capitals)                       | Oshawa Generals (OHL)             |
| 122. | John Emmons         | Vereinigte Staaten | C        | Calgary Flames                                                 | Yale University (NCAA)            |
| 123. | Zdeněk Nedvěd       | Tschechien         | RW       | Toronto Maple Leafs                                            | Sudbury Wolves (OHL)              |
| 124. | Scott Walker        | Kanada             | RW       | Vancouver Canucks (von Vancouver Canucks via Hartford Whalers) | Owen Sound Platers (OHL)          |
| 125. | Dion Darling        | Kanada             | D        | Canadiens de Montréal                                          | Spokane Chiefs (WHL)              |
| 126. | Norm Maracle        | Kanada             | G        | Detroit Red Wings                                              | Saskatoon Blades (WHL)            |
| 127. | Anders Myrvold      | Norwegen           | D        | Nordiques de Québec                                            | Färjestad BK (Elitserien)         |
| 128. | Jonni Vauhkonen     | Finnland           | RW       | Chicago Blackhawks                                             | Reipas Lahti (SM-liiga)           |
| 129. | Andrei Saposchnikow | Russland 1991      | D        | Boston Bruins                                                  | Traktor Tscheljabinsk (MHL)       |
| 130. | Chris Kelleher      | Vereinigte Staaten | D        | Pittsburgh Penguins                                            | St. Sebastian’s (US High School)  |

### Runde 6
| #    | Spieler            | Nationalität       | Position | NHL-Team                                                       | College-/Junioren-/Profi-Team               |
| ---- | ------------------ | ------------------ | -------- | -------------------------------------------------------------- | ------------------------------------------- |
| 131. | Rick Bodkin        | Kanada             | C        | Ottawa Senators                                                | Sudbury Wolves (OHL)                        |
| 132. | Petri Varis        | Finnland           | LW       | San Jose Sharks (von San Jose Sharks via Dallas Stars)         | Ässät Pori (SM-liiga)                       |
| 133. | Kiley Hill         | Kanada             | LW       | Tampa Bay Lightning                                            | Sault Ste. Marie Greyhounds (OHL)           |
| 134. | Antti Aalto        | Finnland           | C        | Mighty Ducks of Anaheim                                        | TPS Turku (SM-liiga)                        |
| 135. | Alain Nasreddine   | Kanada             | D        | Florida Panthers                                               | Voltigeurs de Drummondville (LHJMQ)         |
| 136. | Rick Mrozik        | Vereinigte Staaten | C        | Dallas Stars (von Hartford Whalers)                            | Cloquet High (US High School)               |
| 137. | Nicholas Checco    | Vereinigte Staaten | C        | Nordiques de Québec (von Edmonton Oilers)                      | Bloomington Jefferson High (US High School) |
| 138. | Dave Trofimenkoff  | Kanada             | G        | New York Rangers                                               | Lethbridge Hurricanes (WHL)                 |
| 139. | Per Svartvadet     | Schweden           | C        | Dallas Stars                                                   | MoDo Hockeyklubb U20 (Juniorallsvenskan)    |
| 140. | Mike Crowley       | Vereinigte Staaten | D        | Philadelphia Flyers                                            | Bloomington Jefferson High (US High School) |
| 141. | Todd Kelman        | Kanada             | D        | St. Louis Blues                                                | Vernon Lakers (BCHL)                        |
| 142. | Kevin Pozzo        | Kanada             | D        | Buffalo Sabres                                                 | Moose Jaw Warriors (WHL)                    |
| 143. | Steve Brulé        | Kanada             | RW       | New Jersey Devils                                              | Lynx de Saint-Jean (LHJMQ)                  |
| 144. | Peter Leboutillier | Kanada             | RW       | New York Islanders                                             | Red Deer Rebels (WHL)                       |
| 145. | Michal Grošek      | Tschechien         | LW       | Winnipeg Jets                                                  | AC ZPS Zlín (1. Liga)                       |
| 146. | Jere Karalahti     | Finnland           | D        | Los Angeles Kings                                              | HIFK Helsinki (SM-liiga)                    |
| 147. | Frank Banham       | Kanada             | RW       | Washington Capitals                                            | Saskatoon Blades (WHL)                      |
| 148. | Andreas Karlsson   | Schweden           | C        | Calgary Flames                                                 | Leksands IF (Elitserien)                    |
| 149. | Paul Vincent       | Vereinigte Staaten | C        | Toronto Maple Leafs                                            | Cushing Academy (US High School)            |
| 150. | Troy Creurer       | Kanada             | D        | Vancouver Canucks                                              | Notre Dame Hounds (SJHL)                    |
| 151. | Darcy Tucker       | Kanada             | RW       | Canadiens de Montréal                                          | Kamloops Blazers (WHL)                      |
| 152. | Tim Spitzig        | Kanada             | RW       | Detroit Red Wings (von Detroit Red Wings via Hartford Whalers) | Kitchener Rangers (OHL)                     |
| 153. | Christian Matte    | Kanada             | RW       | Nordiques de Québec                                            | Bisons de Granby (LHJMQ)                    |
| 154. | Fredrik Oduya      | Schweden           | LW       | San Jose Sharks (von Chicago Blackhawks)                       | Ottawa 67’s (OHL)                           |
| 155. | Milt Mastad        | Kanada             | D        | Boston Bruins                                                  | Seattle Thunderbirds (WHL)                  |
| 156. | Patrick Lalime     | Kanada             | G        | Pittsburgh Penguins                                            | Cataractes de Shawinigan (LHJMQ)            |

### Runde 7
| #    | Spieler              | Nationalität       | Position | NHL-Team                                 | College-/Junioren-/Profi-Team            |
| ---- | -------------------- | ------------------ | -------- | ---------------------------------------- | ---------------------------------------- |
| 157. | Sergei Polischtschuk | Russland 1991      | D        | Ottawa Senators                          | Krylja Sowetow Moskau II (ORM)           |
| 158. | Anatoli Filatow      | Kasachstan         | RW       | San Jose Sharks                          | Torpedo Ust-Kamenogorsk (MHL)            |
| 159. | Matthieu Raby        | Kanada             | D        | Tampa Bay Lightning                      | Tigres de Victoriaville (LHJMQ)          |
| 160. | Matt Peterson        | Vereinigte Staaten | D        | Mighty Ducks of Anaheim                  | Osseo High (US High School)              |
| 161. | Trevor Doyle         | Kanada             | D        | Florida Panthers                         | Kingston Frontenacs (OHL)                |
| 162. | Sergei Kondraschkin  | Russland 1991      | RW       | New York Rangers (von Hartford Whalers)  | Metallurg Tscherepowez (MHL)             |
| 163. | Aljaksandr Schuryk   | Belarus 1991       | D        | Edmonton Oilers                          | Dynamo Minsk (ORM)                       |
| 164. | Todd Marchant        | Vereinigte Staaten | C        | New York Rangers                         | Clarkson University (NCAA)               |
| 165. | Jeremy Stasiuk       | Kanada             | RW       | Dallas Stars                             | Spokane Chiefs (WHL)                     |
| 166. | Aaron Israel         | Vereinigte Staaten | G        | Philadelphia Flyers                      | Harvard University (NCAA)                |
| 167. | Mike Buzak           | Kanada             | G        | St. Louis Blues                          | Michigan State University (NCAA)         |
| 168. | Sergei Petrenko      | Ukraine            | LW       | Buffalo Sabres                           | Dynamo Moskau (MHL)                      |
| 169. | Nikolai Sawaruchin   | Russland 1991      | C        | New Jersey Devils                        | Salawat Julajew Ufa (MHL)                |
| 170. | Darren Van Impe      | Kanada             | D        | New York Islanders                       | Red Deer Rebels (WHL)                    |
| 171. | Martin Woods         | Kanada             | D        | Winnipeg Jets                            | Tigres de Victoriaville (LHJMQ)          |
| 172. | Justin Martin        | Vereinigte Staaten | RW       | Los Angeles Kings                        | Essex Junction High (US High School)     |
| 173. | Daniel Hendrickson   | Vereinigte Staaten | RW       | Washington Capitals                      | St. Paul Vulcans (USHL)                  |
| 174. | Andrew Brunette      | Kanada             | LW       | Washington Capitals (von Calgary Flames) | Owen Sound Platers (OHL)                 |
| 175. | Jeff Andrews         | Kanada             | LW       | Toronto Maple Leafs                      | North Bay Centennials (OHL)              |
| 176. | Jewgeni Bobariko     | Russland 1991      | C        | Vancouver Canucks                        | Torpedo Nischni Nowgorod (MHL)           |
| 177. | David Ruhly          | Vereinigte Staaten | LW       | Canadiens de Montréal                    | Culver Military Academy (US High School) |
| 178. | Juri Jeresko         | Russland 1991      | D        | Detroit Red Wings                        | ZSKA Moskau (MHL)                        |
| 179. | David Ling           | Kanada             | RW       | Nordiques de Québec                      | Kingston Frontenacs (OHL)                |
| 180. | Tom White            | Vereinigte Staaten | C        | Chicago Blackhawks                       | Westminster High (US High School)        |
| 181. | Ryan Golden          | Vereinigte Staaten | C        | Boston Bruins                            | Reading High (US High School)            |
| 182. | Sean Selmser         | Kanada             | LW       | Pittsburgh Penguins                      | Red Deer Rebels (WHL)                    |

### Runde 8
| #    | Spieler           | Nationalität       | Position | NHL-Team                | College-/Junioren-/Profi-Team         |
| ---- | ----------------- | ------------------ | -------- | ----------------------- | ------------------------------------- |
| 183. | Jason Disher      | Kanada             | D        | Ottawa Senators         | Kingston Frontenacs (OHL)             |
| 184. | Todd Holt         | Kanada             | RW       | San Jose Sharks         | Swift Current Broncos (WHL)           |
| 185. | Ryan Nauss        | Kanada             | LW       | Tampa Bay Lightning     | Peterborough Petes (OHL)              |
| 186. | Tom Askey         | Vereinigte Staaten | G        | Mighty Ducks of Anaheim | Ohio State University (NCAA)          |
| 187. | Briane Thompson   | Kanada             | D        | Florida Panthers        | Sault Ste. Marie Greyhounds (OHL)     |
| 188. | Manny Legace      | Kanada             | G        | Hartford Whalers        | Niagara Falls Thunder (OHL)           |
| 189. | Martin Bakula     | Tschechien         | D        | Edmonton Oilers         | University of Alaska Anchorage (NCAA) |
| 190. | Ed Campbell       | Vereinigte Staaten | D        | New York Rangers        | Omaha Lancers (USHL)                  |
| 191. | Rob Lurtsema      | Vereinigte Staaten | LW       | Dallas Stars            | Burnsville High (US High School)      |
| 192. | Paul Healey       | Kanada             | LW       | Philadelphia Flyers     | Prince Albert Raiders (WHL)           |
| 193. | Eric Boguniecki   | Vereinigte Staaten | C        | St. Louis Blues         | Westminster High (US High School)     |
| 194. | Mike Barrie       | Kanada             | C        | Buffalo Sabres          | Victoria Cougars (WHL)                |
| 195. | Thomas Cullen     | Kanada             | D        | New Jersey Devils       | Wexford Raiders (MetJHL)              |
| 196. | Rod Hinks         | Kanada             | C        | New York Islanders      | Sudbury Wolves (OHL)                  |
| 197. | Adrian Murray     | Kanada             | D        | Winnipeg Jets           | Newmarket Royals (OHL)                |
| 198. | Travis Dillabough | Kanada             | LW       | Los Angeles Kings       | Wexford Raiders (MetJHL)              |
| 199. | Joel Poirier      | Kanada             | LW       | Washington Capitals     | Sudbury Wolves (OHL)                  |
| 200. | Derek Sylvester   | Vereinigte Staaten | RW       | Calgary Flames          | Niagara Falls Thunder (OHL)           |
| 201. | David Brumby      | Kanada             | G        | Toronto Maple Leafs     | Tri-City Americans (WHL)              |
| 202. | Sean Tallaire     | Kanada             | RW       | Vancouver Canucks       | Lake Superior State University (NCAA) |
| 203. | Alan Letang       | Kanada             | D        | Canadiens de Montréal   | Newmarket Royals (OHL)                |
| 204. | Vítězslav Škuta   | Tschechien         | D        | Detroit Red Wings       | TJ Vítkovice (1. Liga)                |
| 205. | Petr Franěk       | Tschechien         | G        | Nordiques de Québec     | HC Chemopetrol Litvínov (1. Liga)     |
| 206. | Sergei Petrow     | Russland 1991      | LW       | Chicago Blackhawks      | Cloquet High (US High School)         |
| 207. | Hal Gill          | Vereinigte Staaten | D        | Boston Bruins           | Nashoba High (US High School)         |
| 208. | Larry McMorran    | Kanada             | C        | Pittsburgh Penguins     | Seattle Thunderbirds (WHL)            |

### Runde 9
| #    | Spieler            | Nationalität       | Position | NHL-Team                                  | College-/Junioren-/Profi-Team       |
| ---- | ------------------ | ------------------ | -------- | ----------------------------------------- | ----------------------------------- |
| 209. | Toby Kvalevog      | Vereinigte Staaten | G        | Ottawa Senators                           | Bemidji High (US High School)       |
| 210. | Jonas Forsberg     | Schweden           | G        | San Jose Sharks                           | Djurgårdens IF (Elitserien)         |
| 211. | Alexandre Laporte  | Kanada             | D        | Tampa Bay Lightning                       | Tigres de Victoriaville (LHJMQ)     |
| 212. | Wital Kosel        | Belarus 1991       | C        | Mighty Ducks of Anaheim                   | Chimik Nawapolazk (ORM)             |
| 213. | Chad Cabana        | Kanada             | LW       | Florida Panthers                          | Tri-City Americans (WHL)            |
| 214. | Dmitri Gorenko     | Russland 1991      | LW       | Hartford Whalers                          | ZSKA Moskau (MHL)                   |
| 215. | Brad Norton        | Vereinigte Staaten | D        | Edmonton Oilers                           | Cushing Academy (US High School)    |
| 216. | Ken Shepard        | Kanada             | G        | New York Rangers                          | Oshawa Generals (OHL)               |
| 217. | Wladimir Potapow   | Russland 1991      | RW       | Winnipeg Jets (von Dallas Stars)          | Kristall Elektrostal (ORM)          |
| 218. | Tripp Tracy        | Vereinigte Staaten | G        | Philadelphia Flyers                       | Harvard University (NCAA)           |
| 219. | Mike Grier         | Vereinigte Staaten | RW       | St. Louis Blues                           | St. Sebastian’s (US High School)    |
| 220. | Barrie Moore       | Kanada             | LW       | Buffalo Sabres                            | Sudbury Wolves (OHL)                |
| 221. | Judd Lambert       | Kanada             | G        | New Jersey Devils                         | Chilliwack Chiefs (BCHL)            |
| 222. | Daniel Johansson   | Schweden           | D        | New York Islanders                        | Rögle BK (Elitserien)               |
| 223. | Ilja Staschenkow   | Russland 1991      | D        | Winnipeg Jets                             | Krylja Sowetow Moskau (MHL)         |
| 224. | Martin Štrbák      | Slowakei           | D        | Los Angeles Kings                         | ZPA Prešov (1. SNHL)                |
| 225. | Jason Gladney      | Kanada             | D        | Washington Capitals                       | Kitchener Rangers (OHL)             |
| 226. | E. J. Bradley      | Vereinigte Staaten | C        | Philadelphia Flyers (von Calgary Flames)  | Tabor Academy (US High School)      |
| 227. | Pavol Demitra      | Slowakei           | C        | Ottawa Senators (von Toronto Maple Leafs) | Dukla Trenčín (1. Liga)             |
| 228. | Harijs Vītoliņš    | Lettland           | C        | Winnipeg Jets (von Vancouver Canucks)     | EHC Chur (NLA)                      |
| 229. | Alexandre Duchesne | Kanada             | LW       | Canadiens de Montréal                     | Voltigeurs de Drummondville (LHJMQ) |
| 230. | Ryan Shanahan      | Vereinigte Staaten | RW       | Detroit Red Wings                         | Sudbury Wolves (OHL)                |
| 231. | Vincent Auger      | Kanada             | C        | Nordiques de Québec                       | Hawkesbury Hawks (CJHL)             |
| 232. | Mike Rusk          | Kanada             | D        | Chicago Blackhawks                        | Guelph Storm (OHL)                  |
| 233. | Joel Prpic         | Kanada             | C        | Boston Bruins                             | Waterloo Black Hawks (USHL)         |
| 234. | Tim Harberts       | Vereinigte Staaten | C        | Pittsburgh Penguins                       | Wayzata High (US High School)       |

### Runde 10
| #    | Spieler              | Nationalität       | Position | NHL-Team                         | College-/Junioren-/Profi-Team             |
| ---- | -------------------- | ------------------ | -------- | -------------------------------- | ----------------------------------------- |
| 235. | Rick Schuwerk        | Vereinigte Staaten | D        | Ottawa Senators                  | Canterbury High (US High School)          |
| 236. | Jeff Salajko         | Kanada             | G        | San Jose Sharks                  | Ottawa 67’s (OHL)                         |
| 237. | Brett Duncan         | Kanada             | D        | Tampa Bay Lightning              | Seattle Thunderbirds (WHL)                |
| 238. | Anatoli Fedotow      | Russland 1991      | D        | Mighty Ducks of Anaheim          | Moncton Hawks (AHL)                       |
| 239. | John Demarco         | Vereinigte Staaten | D        | Florida Panthers                 | Archbishop Williams High (US High School) |
| 240. | Wes Swinson          | Kanada             | D        | Hartford Whalers                 | Kitchener Rangers (OHL)                   |
| 241. | Oleg Malzew          | Russland 1991      | LW       | Edmonton Oilers                  | Traktor Tscheljabinsk (MHL)               |
| 242. | Andrei Kudinow       | Russland 1991      | RW       | New York Rangers                 | Traktor Tscheljabinsk (MHL)               |
| 243. | Jordan Willis        | Kanada             | G        | Dallas Stars                     | London Knights (OHL)                      |
| 244. | Jeff Staples         | Kanada             | D        | Philadelphia Flyers              | Brandon Wheat Kings (WHL)                 |
| 245. | Libor Procházka      | Tschechien         | D        | St. Louis Blues                  | TJ Poldi SONP Kladno (1. Liga)            |
| 246. | Chris Davis          | Kanada             | G        | Buffalo Sabres                   | Calgary Royals (AJHL)                     |
| 247. | Jimmy Provencher     | Kanada             | RW       | New Jersey Devils                | Lynx de Saint-Jean (LHJMQ)                |
| 248. | Stéphane Larocque    | Kanada             | RW       | New York Islanders               | Faucons de Sherbrooke (LHJMQ)             |
| 249. | Bill Lang            | Kanada             | C        | Dallas Stars (von Winnipeg Jets) | North Bay Centennials (OHL)               |
| 250. | Kimmo Timonen        | Finnland           | D        | Los Angeles Kings                | KalPa Kuopio (SM-liiga)                   |
| 251. | Marc Seliger         | Deutschland        | G        | Washington Capitals              | SB Rosenheim (2. Bundesliga)              |
| 252. | German Titow         | Russland 1991      | C        | Calgary Flames                   | TPS Turku (SM-liiga)                      |
| 253. | Kyle Ferguson        | Kanada             | RW       | Toronto Maple Leafs              | Michigan Technological University (NCAA)  |
| 254. | Bert Robertsson      | Schweden           | D        | Vancouver Canucks                | Södertälje SK (Division 1)                |
| 255. | Brian Larochelle     | Vereinigte Staaten | G        | Canadiens de Montréal            | Phillips Exeter Academy (US High School)  |
| 256. | James Kosecki        | Vereinigte Staaten | G        | Detroit Red Wings                | Berkshire High (US High School)           |
| 257. | Mark Pivetz          | Kanada             | D        | Nordiques de Québec              | Saskatoon Titans (SJHL)                   |
| 258. | Mike McGhan          | Kanada             | LW       | Chicago Blackhawks               | Prince Albert Raiders (WHL)               |
| 259. | Joakim Persson       | Schweden           | G        | Boston Bruins                    | Hammarby IF (Division 1)                  |
| 260. | Leonid Toroptschenko | Russland 1991      | C        | Pittsburgh Penguins              | Springfield Indians (AHL)                 |

### Runde 11
| #    | Spieler                | Nationalität       | Position | NHL-Team                                                 | College-/Junioren-/Profi-Team               |
| ---- | ---------------------- | ------------------ | -------- | -------------------------------------------------------- | ------------------------------------------- |
| 261. | Pawel Komarow          | Russland 1991      | D        | New York Rangers (von Ottawa Senators)                   | Torpedo Nischni Nowgorod (MHL)              |
| 262. | Jamie Matthews         | Kanada             | C        | San Jose Sharks                                          | Sudbury Wolves (OHL)                        |
| 263. | Mark Szoke             | Kanada             | LW       | Tampa Bay Lightning                                      | Lethbridge Hurricanes (WHL)                 |
| 264. | David Penney           | Vereinigte Staaten | LW       | Mighty Ducks of Anaheim                                  | Worcester High (US High School)             |
| 265. | Eric Montreuil         | Kanada             | C        | Florida Panthers                                         | Saguenéens de Chicoutimi (LHJMQ)            |
| 266. | Ihor Tschybyrjew       | Ukraine            | C        | Hartford Whalers                                         | Fort Wayne Komets (IHL)                     |
| 267. | Ilja Bjakin            | Russland 1991      | D        | Edmonton Oilers                                          | EV Landshut (Bundesliga)                    |
| 268. | Maxim Smelnizki        | Russland 1991      | LW       | New York Rangers                                         | Traktor Tscheljabinsk (MHL)                 |
| 269. | Cory Peterson          | Vereinigte Staaten | D        | Dallas Stars                                             | Bloomington Jefferson High (US High School) |
| 270. | Ken Hemenway           | Vereinigte Staaten | D        | Philadelphia Flyers                                      | Alaska All-Stars (USA Jr. B)                |
| 271. | Oleksandr Wassylewskyj | Ukraine            | RW       | St. Louis Blues                                          | Victoria Cougars (WHL)                      |
| 272. | Scott Nichol           | Kanada             | C        | Buffalo Sabres                                           | Portland Winter Hawks (WHL)                 |
| 273. | Mike Legg              | Kanada             | RW       | New Jersey Devils                                        | London Nationals (WOJHL)                    |
| 274. | Carl Charland          | Kanada             | LW       | New York Islanders                                       | Olympiques de Hull (LHJMQ)                  |
| 275. | Christer Olsson        | Schweden           | D        | St. Louis Blues (von Winnipeg Jets)                      | Brynäs IF (Elitserien)                      |
| 276. | Patrick Howald         | Schweiz            | LW       | Los Angeles Kings                                        | HC Lugano (NLA)                             |
| 277. | Dany Bousquet          | Kanada             | C        | Washington Capitals                                      | Penticton Panthers (BCHL)                   |
| 278. | Burke Murphy           | Kanada             | RW       | Calgary Flames                                           | St. Lawrence University (NCAA)              |
| 279. | Michail Lapin          | Russland 1991      | D        | Toronto Maple Leafs                                      | Western Michigan University (NCAA)          |
| 280. | Serhij Tkatschenko     | Ukraine            | G        | Vancouver Canucks                                        | Hamilton Canucks (AHL)                      |
| 281. | Russell Guzior         | Vereinigte Staaten | C        | Canadiens de Montréal                                    | Culver Military Academy (US High School)    |
| 282. | Gordon Hunt            | Vereinigte Staaten | C        | Detroit Red Wings                                        | Detroit Compuware Ambassadors (NAHL)        |
| 283. | John Hillman           | Vereinigte Staaten | C        | Nordiques de Québec                                      | St. Paul Vulcans (USHL)                     |
| 284. | Tom Noble              | Vereinigte Staaten | G        | Chicago Blackhawks                                       | Catholic Memorial High (US High School)     |
| 285. | Russ Hewson            | Kanada             | LW       | Winnipeg Jets (von Boston Bruins via Chicago Blackhawks) | Swift Current Broncos (WHL)                 |
| 286. | Hans Jonsson           | Schweden           | D        | Pittsburgh Penguins                                      | MoDo Hockeyklubb (Elitserien)               |

## Statistik
| Rang | Nationalität       | Anzahl |
| ---- | ------------------ | ------ |
|      | Nordamerika        | 193    |
| 1.   | Kanada             | 136    |
| 2.   | Vereinigte Staaten | 57     |
|      | Europa             | 93     |
| 3.   | Russland           | 31     |
| 4.   | Schweden           | 18     |
| 5.   | Tschechien         | 14     |
| 6.   | Finnland           | 8      |
| 6.   | Ukraine            | 8      |
| 8.   | Slowakei           | 4      |
| 9.   | Lettland           | 2      |
| 9.   | Polen              | 2      |
| 9.   | Belarus            | 2      |
| 12.  | Deutschland        | 1      |
| 12.  | Kasachstan         | 1      |
| 12.  | Norwegen           | 1      |
| 12.  | Schweiz            | 1      |

| Rang | Position             | Anzahl |
| ---- | -------------------- | ------ |
| 1.   | Verteidiger          | 91     |
| 2.   | Center               | 64     |
| 3.   | rechte Flügelstürmer | 50     |
| 4.   | linke Flügelstürmer  | 45     |
| 5.   | Torhüter             | 36     |

| Rang | Liga                                            | Anzahl |
| ---- | ----------------------------------------------- | ------ |
| 1.   | Ontario Hockey League (OHL)                     | 60     |
| 2.   | Western Hockey League (WHL)                     | 44     |
| 3.   | US High School                                  | 33     |
| 4.   | Internationale Hockey-Liga (MHL)                | 24     |
| 5.   | Ligue de hockey junior majeur du Québec (LHJMQ) | 23     |
| 6.   | National Collegiate Athletic Association (NCAA) | 17     |
| 7.   | 1. Liga                                         | 12     |
| 7.   | Elitserien                                      | 12     |
| 9.   | SM-liiga                                        | 8      |
| 10.  | Offene Russische Meisterschaft (ORM)            | 7      |
| 11.  | United States Hockey League (USHL)              | 6      |
| 12.  | British Columbia Hockey League (BCHL)           | 5      |
| 13.  | Division 1                                      | 4      |
| 14.  | American Hockey League (AHL)                    | 3      |
| 14.  | Metro Junior A Hockey League (MetJHL)           | 3      |
| 14.  | New England Junior Hockey League (NEJHL)        | 3      |
| 17.  | 1. Slovenská národná hokejová liga (1. SNHL)    | 2      |
| 17.  | 2. Bundesliga                                   | 2      |
| 17.  | Alberta Junior Hockey League (AJHL)             | 2      |
| 17.  | International Hockey League (IHL)               | 2      |
| 17.  | Juniorallsvenskan                               | 2      |
| 17.  | Nationalliga A (NLA)                            | 2      |
| 17.  | Saskatchewan Junior Hockey League (SJHL)        | 2      |
| 24.  | 1. Česká národní hokejová liga (1. ČNHL)        | 1      |
| 24.  | I-divisioona                                    | 1      |
| 24.  | Bundesliga                                      | 1      |
| 24.  | Canadian Junior Hockey League (CJHL)            | 1      |
| 24.  | Golden Horseshoe Junior Hockey League (GHJHL)   | 1      |
| 24.  | North American Hockey League (NAHL)             | 1      |
| 24.  | USA Jr. B                                       | 1      |
| 24.  | Western Ontario Junior Hockey League (WOJHL)    | 1      |

## Rückblick

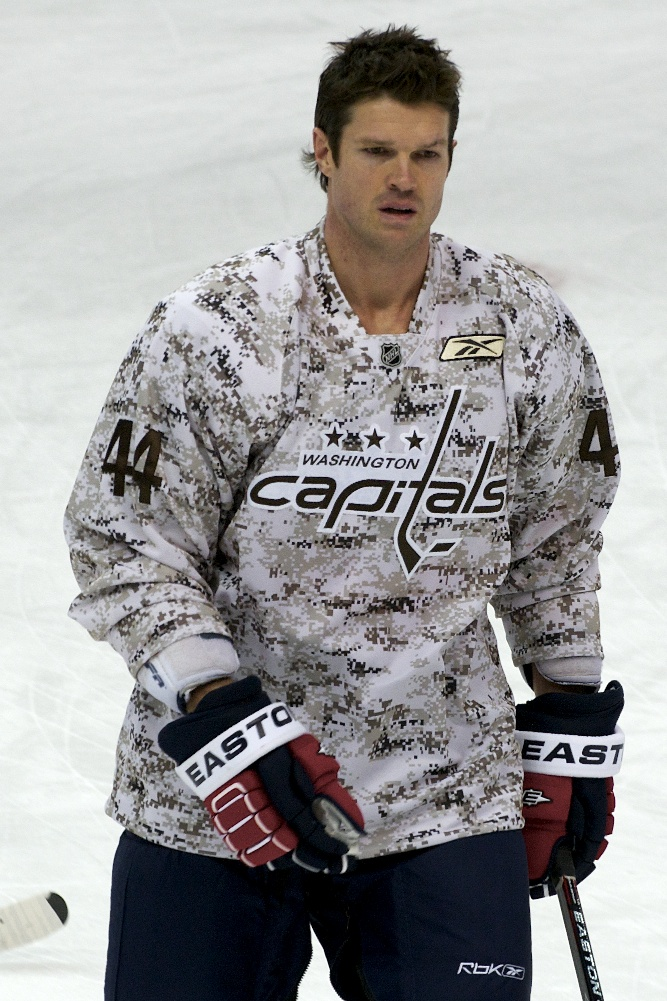
Jason Arnott, bester Torjäger dieses Jahrgangs

Alle Spieler dieses Draft-Jahrgangs haben ihre Profikarrieren beendet. Die Tabellen zeigen die jeweils fünf besten Akteure in den Kategorien Spiele, Tore, Vorlagen und Scorerpunkte sowie die fünf Torhüter mit den meisten Siegen in der NHL. Darüber hinaus haben 131 der 286 gewählten Spieler (ca. 46 %) mindestens eine NHL-Partie bestritten.
Abkürzungen: Sp = Spiele, T = Tore, V = Assists, Pkt = Scorerpunkte, S = Siege; Fett: Bestwert
| Pick | Spieler         | Position | Sp   | T   | V   | Pkt |
| ---- | --------------- | -------- | ---- | --- | --- | --- |
| 4.   | Paul Kariya     | LW       | 989  | 402 | 587 | 989 |
| 7.   | Jason Arnott    | C        | 1244 | 417 | 521 | 938 |
| 21.  | Saku Koivu      | C        | 1124 | 255 | 577 | 832 |
| 227. | Pavol Demitra   | C        | 847  | 304 | 464 | 768 |
| 71.  | Václav Prospal  | LW       | 1108 | 255 | 510 | 765 |
| 111. | Miroslav Šatan  | RW       | 1050 | 363 | 372 | 735 |
| 2.   | Chris Pronger   | D        | 1167 | 157 | 541 | 698 |
| 164. | Todd Marchant   | C        | 1195 | 186 | 312 | 498 |
| 5.   | Rob Niedermayer | C        | 1153 | 186 | 283 | 469 |

| Pick | Spieler          | Sp  | S   |
| ---- | ---------------- | --- | --- |
| 10.  | Jocelyn Thibault | 586 | 238 |
| 118. | Tommy Salo       | 526 | 210 |
| 156. | Patrick Lalime   | 444 | 200 |
| 188. | Manny Legace     | 365 | 187 |
| 41.  | Kevin Weekes     | 348 | 105 |